# Armorial des communes de la Côte-d'Or
- il comporte peu ou pas de sources.
- quelques blasons ne sont pas référencés.
- certaines figures sont encore dans un format bitmap et doivent être vectorisées.
- il reste des blasons à dessiner dans cet armorial.
- certaines figures ne sont pas accompagnées de leur blasonnement.

Cette page donne les armoiries (figures et blasonnements) des communes de la Côte-d'Or.

(8 dessin(s) en attente. CMPSSSST)
- Haut – A
- B
- C
- D
- E
- F
- G
- H
- I
- J
- K
- L
- M
- N
- O
- P
- Q
- R
- S
- T
- U
- V
- W
- X
- Y
- Z

## A
| Blason de Agencourt | Blason  | De vair de quatre tires, au pal d'or chargé d'un pal de gueules, surchargé d'un clocheton à deux cloches d'argent, maçonné de sable. |
| Blason de Agencourt | Détails | Le statut officiel du blason reste à déterminer.                                                                                     |

| Blason de Agey | Blason  | D'azur à la croix patriarcale nillée d'argent, au chef d'argent chargé de trois monts de trois coupeaux isolés de sinople. |
| Blason de Agey | Détails | Le statut officiel du blason reste à déterminer.                                                                           |

| Blason de Ahuy | Blason  | D'azur au pont droit d'argent maçonné de sable, mouvant des flancs, ouvert d'une arche du même, sous laquelle une rivière coule vers la pointe en pal ondé aussi d'argent, ledit pont surmonté de trois roses d'or boutonnées de gueules mal ordonnées. |
| Blason de Ahuy | Détails | Le statut officiel du blason reste à déterminer. |

| Blason de Aignay-le-Duc | Blason  | De gueules à six billettes d'argent.             |
| Blason de Aignay-le-Duc | Détails | Le statut officiel du blason reste à déterminer. |

| Blason de Aiserey | Blason  | De gueules au vase d'or soutenu d'un croissant d'argent et garni d'un bouquet de cinq fleurs tigées et feuillées du même et boutonnées d'or. |
| Blason de Aiserey | Détails | Le statut officiel du blason reste à déterminer.                                                                                             |

| Blason de Aisey-sur-Seine | Blason  | Écartelé : au 1er de gueules à l'étai alésé et à la vergette alésée brochante, le tout d'or, au 2e d'azur à trois fleurs de lis d'or, au bâton de gueules péri en bande, au 3e d'azur au lion d'or, au 4e d'or à l'arbre de sinople et au chef de gueules chargé d'une étoile d'or accostée de deux besants du même. |
| Blason de Aisey-sur-Seine | Détails | Le statut officiel du blason reste à déterminer. |

| Blason de Aloxe-Corton | Blason  | D'or à l'aigle bicéphale couronnée de sable, à la champagne d'azur chargée d'une coupe de deux anses d'argent. |
| Blason de Aloxe-Corton | Détails | Le statut officiel du blason reste à déterminer.                                                               |

| Blason de Ampilly-le-Sec | Blason  | D'azur aux deux rencontres de cerf d'or l'un sur l'autre, au chef d'argent chargé de trois roues de moulin de gueules. |
| Blason de Ampilly-le-Sec | Détails | Le statut officiel du blason reste à déterminer.                                                                       |

| Blason de Ancey | Blason  | D'azur au sautoir d'argent cantonné de quatre merlettes d'or. |
| Blason de Ancey | Détails | Le statut officiel du blason reste à déterminer.              |

| Blason de Antheuil | Blason  | De gueules à deux lances d'or passées en sautoir, à la stèle d'argent chargée d'inscriptions de sable brochant sur le tout, au chef ondé d'azur soutenu d'argent et chargé de trois marguerites d'or. |
| Blason de Antheuil | Détails | Le statut officiel du blason reste à déterminer. |

| Blason de Arceau | Blason  | D'azur semé de billettes d'or, à la bande du même brochant sur le tout. |
| Blason de Arceau | Détails | Le statut officiel du blason reste à déterminer.                        |

| Blason de Arcenant | Blason  | Parti : au 1er bandé d'or et d'azur et à la bordure de gueules, au 2e d'or à la grappe de raisin pourpre, au chef de gueules chargé de trois quintefeuilles d'or. |
| Blason de Arcenant | Détails | Le statut officiel du blason reste à déterminer. |

| Blason de Arc-sur-Tille | Blason  | Bandé d'or et de gueules de six pièces.          |
| Blason de Arc-sur-Tille | Détails | Le statut officiel du blason reste à déterminer. |

| Blason de Arcey | Blason  | Taillé : au 1er d'argent plain, au 2e de gueules au sanglier de sable en pointe soutenu des lettres en arc-de-cercle « ARCEY » du même, surmonté à senestre d'une balance d'or, à deux tables de la loi d'azur rangées en chef et brochant sur le tout, celle de dextre soutenue du mot « L'AMOUR » en lettres de sable, soutenu lui-même de deux carrés d'or rangés en fasce, celle de senestre soutenue du mot « LA LOI » en lettres de sable. |
| Blason de Arcey | Détails | * Il y a là non-respect de la règle de contrariété des couleurs : ces armes sont fautives (sable sur gueules et or sur argent). Le statut officiel du blason reste à déterminer. |

| Blason de Arconcey | Blason  | Écartelé : au 1er d'argent à sept mouchetures d'hermine de sable, 3, 2 et 3, aux 2e et 3e de gueules plain, au 4e d'argent à six mouchetures d'hermine de sable, 3, 2 et 2 (le tout sommé d'un comble d'argent chargé de l'inscription « ARCONCEY » en lettres capitales de sable). |
| Blason de Arconcey | Détails | Conflit héraldique : le blasonnement annonce sept et six mouchetures d’hermine, le dessin en montre huit et sept. Le statut officiel du blason reste à déterminer. |

| Blason de Argilly | Blason  | D'or aux deux pals de sable.                     |
| Blason de Argilly | Détails | Le statut officiel du blason reste à déterminer. |

| Blason de Arnay-le-Duc | Blason  | D'azur aux trois tour crénelées et couvertes d'argent, ouvertes d'or, ajourées, maçonnées et girouettées de sable, celle du milieu plus haute. |
| Blason de Arnay-le-Duc | Détails | Le statut officiel du blason reste à déterminer.                                                                                               |

| Blason de Arrans | Blason  | Parti: de sinople à un cerf saillant d'argent, et d'or à un sanglier rampant contourné de gueules. |
| Blason de Arrans | Détails | Sur Intramuros depuis au moins 2022                                                                |

| Blason de Asnières-en-Montagne | Blason  | Coupé : au 1er parti au I de gueules aux deux clefs d'argent passées en sautoir et au II d'or à l'âne de gueules, au 2e d'azur aux six billettes d'or ordonnées 3, 2 et 1. |
| Blason de Asnières-en-Montagne | Détails | Le statut officiel du blason reste à déterminer. |

| Blason de Asnières-lès-Dijon | Blason  | D'azur à l'épi de blé et à la grappe de raisin, tigée et feuillée, le tout d'or, mouvant d'un croissant d'argent, au chef de gueules* chargé d'une croisette tréflée aussi d'or. |
| Blason de Asnières-lès-Dijon | Détails | * Il y a là non-respect de la règle de contrariété des couleurs : ces armes sont fautives (gueules sur azur). Le statut officiel du blason reste à déterminer.                   |

| Blason de Athée | Blason  | Tiercé en pairle renversé : au 1er de gueules au lis des jardins d'argent, tigé et feuillé de sinople, au 2e de sinople à la tour du lieu d'argent, au 3e d'argent à la fasce ondée d'azur à la hutte d'or brochant sur le tout. |
| Blason de Athée | Détails | Le statut officiel du blason reste à déterminer. |

| Blason de Aubaine | Blason  | Coupé : au 1er parti au I d'argent à la croix pattée de huit pointes de gueules et au II d'azur semé de fleurs de lys d'or, à l'écusson bandé d'or et d'azur à la bordure de gueules, au 2e de gueules à la croix ancrée d'argent remplie de sable. |
| Blason de Aubaine | Détails | Le statut officiel du blason reste à déterminer. |

| Blason de Aubigny-lès-Sombernon | Blason  | De gueules au lion d'hermine.                    |
| Blason de Aubigny-lès-Sombernon | Détails | Le statut officiel du blason reste à déterminer. |

| Blason de Autricourt | Blason  | Tiercé en pairle renversé : au 1er de gueules à un cœur d'or transpercé par une flèche d'argent posée en barre, le fer en chef, au 2e d'or à un chêne au naturel, au 3e d'azur à trois fasces ondées d'argent et à un sanglier passant de sable, défendu d'or et brochant, à une épée basse franque d'argent brochant sur le tout au point d'honneur. |
| Blason de Autricourt | Détails | Création Jean-François Binon. Adopté en 2020. |

| Blason de Auvillars-sur-Saône | Blason  | D'or à la fasce ondée abaissée d'azur accompagné en chef d'un aigle éployée de sable et en pointe de deux hures de sanglier arrachées affrontées de sable et surmontées d'une étoile six rais de gueules; au chef d'azur chargé de deux quintefeuilles d'or. |
| Blason de Auvillars-sur-Saône | Détails | Le statut officiel du blason reste à déterminer. |

| Blason de Auxey-Duresses | Blason  | Parti : d'or et de gueules, au chevron renversé brochant de sinople, à la serpette brochant sur le tout d'argent, emmanchée de sable, posée en pal. |
| Blason de Auxey-Duresses | Détails | Le statut officiel du blason reste à déterminer. |

| Blason de Auxonne | Blason  | Parti : au 1er coupé, au I d'azur semé de fleurs de lys d'or à la bordure componée d'argent et de gueules, au II bandé d'or et d'azur de six pièces à la bordure de gueules, au 2e mi-parti d'azur à la croix ancrée d'argent,. |
| Blason de Auxonne | Détails | Le statut officiel du blason reste à déterminer. |

| Blason de Avelanges | Blason  | D'azur à cinq croisettes pattées d'or, 3 et 2, au chef bandé d'or et d'azur et à la bordure de gueules. |
| Blason de Avelanges | Détails | Le statut officiel du blason reste à déterminer.                                                        |

| Blason de Avosnes | Blason  | Écartelé en sautoir : au 1er d'azur à la fasce ondée d'or surmontée de trois grillets du même rangés en fasce et soutenue d'un croissant d'argent, au 2e de sinople à une échauguette d'or maçonnée de sable, au 3e de sinople à un bœuf arrêté d'argent, au 4e d'argent à une croix pattée et alésée de gueules. |
| Blason de Avosnes | Détails | Création Bertrand Guillot et Daniel Juric. Adopté le 25 mars 2021. |

| Blason de Avot | Blason  | De gueules à la croix d'argent chargée de cinq molettes d'azur. |
| Blason de Avot | Détails | Armes de la famille d'Avout, toujours existante, auxquelles ont été modifiés en brisure le métal de la croix (d'or passée en argent) et l'émail des molettes (de sable en azur). Le statut officiel du blason reste à déterminer. |

Pas d'information pour les communes suivantes : Aisy-sous-Thil, Alise-Sainte-Reine, Allerey, Ampilly-les-Bordes, Antigny-la-Ville, Arnay-sous-Vitteaux, Athie, Aubigny-en-Plaine, Aubigny-la-Ronce, Auxant.
- Haut – A
- B
- C
- D
- E
- F
- G
- H
- I
- J
- K
- L
- M
- N
- O
- P
- Q
- R
- S
- T
- U
- V
- W
- X
- Y
- Z

## B
| Blason de Baigneux-les-Juifs | Blason  | D'azur aux trois bandes d'or chargées chacune d'une double chaîne d'anneaux accolés de sable. |
| Blason de Baigneux-les-Juifs | Détails | Le statut officiel du blason reste à déterminer.                                              |

| Blason de Balot | Blason  | D'azur à la bande d'or accompagnée d'un lion du même en chef, au chef d'argent chargé d'une clef du champ posée en fasce. |
| Blason de Balot | Détails | Le statut officiel du blason reste à déterminer.                                                                          |

| Blason de Barbirey-sur-Ouche | Blason  | D'azur à la bande vivrée d'or, au lambel à l'antique de cinq pendants de gueules brochant. |
| Blason de Barbirey-sur-Ouche | Détails | Le statut officiel du blason reste à déterminer.                                           |

| Blason de Bard-lès-Époisses | Blason  | De sinople à la fasce ondée d'argent chargée d'une fasce ondée d'azur surchargée de trois fers à cheval d'argent, accompagnée en chef d'une grappe de raisin tigée et feuillée de deux pièces, accostée de deux besants, et en pointe de deux bars adossés, le tout d’or, à la bordure componée de quatorze pièces d'argent et de gueules. Devise / CriTout voir, tout embrasser. |
| Blason de Bard-lès-Époisses | Détails | Le statut officiel du blason reste à déterminer. |

| Blason de Barges | Blason  | De sinople à la fasce ondée d'or accompagnée en chef d'un voilier d'argent voguant sur la fasce et en pointe d'un croissant du même. |
| Blason de Barges | Détails | Barges : Armes parlantes. Le statut officiel du blason reste à déterminer.                                                           |

| Blason de Baubigny | Blason  | D'azur à la fasce d'or surmontée de trois besants du même rangés en chef et soutenue d'une anille aussi d'or. |
| Blason de Baubigny | Détails | Le statut officiel du blason reste à déterminer.                                                              |

| Blason de Baulme-la-Roche | Blason  | Coupé : au 1er parti au I d'argent à la croix de gueules chargée de cinq roses du champ et au II d'azur au dextrochère de carnation vêtu d'argent tenant une crosse d'or, au 2e d'azur à la montagne de trois coupeaux d'or, à la divise d'or brochant sur la partition chargée d'une burelle ondée d'azur. |
| Blason de Baulme-la-Roche | Détails | Le statut officiel du blason reste à déterminer. |

| Blason de Beaulieu | Blason  | Parti : au 1er mi-parti d'azur aux trois tours d'argent, au 2e d'or au lion de gueules. |
| Blason de Beaulieu | Détails | Le statut officiel du blason reste à déterminer.                                        |

| Blason de Beaumont-sur-Vingeanne | Blason  | D'argent à trois tours de sinople, maçonnées et crénelées de gueules. |
| Blason de Beaumont-sur-Vingeanne | Détails | Le statut officiel du blason reste à déterminer.                      |

| Blason de Beaune | Blason  | D'azur à la Vierge tenant l'Enfant Jésus sur son bras senestre, le tout d'argent, les bords de la draperie étant d'or, la mère et le fils auréolés du même, la Vierge tenant de sa main dextre une grappe de raisin de sable tigée et feuillée de sinople, l'Enfant Jésus tenant dans sa main senestre un monde cerclé, cintré et croisé d'or. |
| Blason de Beaune | Détails | Le statut officiel du blason reste à déterminer. |

| Blason de Beaunotte | Blason  | D'azur au chef échiqueté d'argent et de sinople. |
| Blason de Beaunotte | Détails | Le statut officiel du blason reste à déterminer. |

| Blason de Beire-le-Châtel | Blason  | De gueules à une étoile à six rais d'or, les pointes mouvantes des bords de l'écu. |
| Blason de Beire-le-Châtel | Détails | Le statut officiel du blason reste à déterminer.                                   |

| Blason de Beire-le-Fort | Blason  | D'azur à la tour d'argent, couverte et girouettée d'or, maçonnée de sable, ouverte et ajourée de gueules, accompagnée en flancs de deux épis de blé tigés et feuillés d'or et en pointe d'une coquille du même. |
| Blason de Beire-le-Fort | Détails | Le statut officiel du blason reste à déterminer. |

| Blason de Belan-sur-Ource | Blason  | D'azur à la croix d'or cantonnée de quatre trèfles aussi d'or. |
| Blason de Belan-sur-Ource | Détails | Le statut officiel du blason reste à déterminer.               |

| Blason de Bellefond | Blason  | De gueules à la devise ondée d'argent et à une vergette d'or brochante, chargée d'une flèche de sable la pointe en haut, le tout cantonné de quatre tourelles aussi d'argent ouvertes et ajourées du champ, couvertes et girouettées d'or. |
| Blason de Bellefond | Détails | Le statut officiel du blason reste à déterminer. |

| Blason de Belleneuve | Blason  | D'azur semé de fleurs de lys d'or, à trois cailloux d'argent en pointe et au soleil non figuré d'or en chef. |
| Blason de Belleneuve | Détails | Le statut officiel du blason reste à déterminer.                                                             |

| Blason de Bellenod-sur-Seine | Blason  | Écartelé : au 1er et au 4e d'hermines à la fasce de gueules, au 2e et au 3e de gueules à trois tours d'or. |
| Blason de Bellenod-sur-Seine | Détails | Le statut officiel du blason reste à déterminer.                                                           |

| Blason de Bellenot-sous-Pouilly | Blason  | D'azur au sautoir d'or, au lambel à cinq pendants de gueules brochant, sur le tout de gueules à l'arbre terrassé d'or. |
| Blason de Bellenot-sous-Pouilly | Détails | Le statut officiel du blason reste à déterminer.                                                                       |

| Blason de Beneuvre | Blason  | De sinople au croissant d'or, mantelé d'azur, chargé en chef de deux étoiles à cinq rais d'or, une cotice en chevron brochant sur la partition. |
| Blason de Beneuvre | Détails | Le statut officiel du blason reste à déterminer.                                                                                                |

| Blason de Bessey-lès-Cîteaux | Blason  | D'azur à trois quintefeuilles non percées d'argent. |
| Blason de Bessey-lès-Cîteaux | Détails | Le statut officiel du blason reste à déterminer.    |

| Blason de Beurizot | Blason  | Écartelé : aux 1er et 4e d'azur à deux chiens braques arrêtés d'argent l'un au-dessus de l'autre, aux 2e et 3e d'azur semé de molettes d'or, à un lion du même. |
| Blason de Beurizot | Détails | Armes de la famille de Brachet, qui donna d'anciens seigneurs du lieu. Le statut officiel du blason reste à déterminer.                                         |

| Blason de Bévy | Blason  | Parti: au 1) de sinople à un rameau de chêne d'or, au 2) d'argent à un cep de vigne de tenné, feuillé de sinople, fruité de pourpre et à un échalas de sable; le tout au chef bandé d'or et d'azur bordé de gueules. |
| Blason de Bévy | Détails | Auteur J-F Binon Le statut officiel du blason reste à déterminer. |

| Blason de Bèze | Blason  | D'azur à la clef et à l'épée, le tout d'argent, posées en sautoir et aux quatre fleurs de lys d'or réparties en chef, en pointe, à dextre et à senestre. |
| Blason de Bèze | Détails | Le statut officiel du blason reste à déterminer. |

| Blason de Billey | Blason  | D'azur semé de billettes d'or, au chef d'argent à un lion léopardé de gueules.     |
| Blason de Billey | Détails | Armes de la famille de Rochefort. Le statut officiel du blason reste à déterminer. |

| Blason de Binges | Blason  | D'argent au chêne arraché de sinople englanté d'or, au chef de gueules chargé de trois chabots d'or. |
| Blason de Binges | Détails | Le statut officiel du blason reste à déterminer.                                                     |

| Blason de Bissey-la-Côte | Blason  | D'azur aux trois épis de blé d'or rangés en fasce, au chef de gueules chargé d'une croix de Malte d'argent. |
| Blason de Bissey-la-Côte | Détails | Le statut officiel du blason reste à déterminer.                                                            |

| Blason de Bissey-la-Pierre | Blason  | Tranché : au 1er d'azur au lion d'or, au 2e d'or aux deux fasces ondées d'azur, la deuxième abaissée. |
| Blason de Bissey-la-Pierre | Détails | Le statut officiel du blason reste à déterminer.                                                      |

| Blason de Blagny-sur-Vingeanne | Blason  | De sable au lion d'or armé et lampassé de gueules, à la champagne flammée de gueules brochante. |
| Blason de Blagny-sur-Vingeanne | Détails | Le statut officiel du blason reste à déterminer.                                                |

| Blason de Blaisy-Bas | Blason  | D'azur au léopard d'or, armé et lampassé de gueules, surmonté d'une colombe fondante tenant en son bec la Sainte Ampoule, le tout d'argent. |
| Blason de Blaisy-Bas | Détails | Le statut officiel du blason reste à déterminer.                                                                                            |

| Blason de Blanot | Blason  | Tiercé en pairle renversé : au 1er de gueules à une plaque de bronze gravée d'or, au 2e d'or à trois gouttes de sang de gueules, au 3e d'azur à trois fasces ondées d'argent et à un chêne au naturel brochant. |
| Blason de Blanot | Détails | Adopté le 1er avril 2022. |

| Blason de Bligny-lès-Beaune | Blason  | D'azur aux trois sautoirs alésés d'or, au chef aussi d'or chargé de trois tourteaux de gueules. |
| Blason de Bligny-lès-Beaune | Détails | Le statut officiel du blason reste à déterminer.                                                |

| Blason de Bligny-sur-Ouche | Blason  | De gueules à l'arc d'or posé en barre décochant une flèche d'argent posée en bande. |
| Blason de Bligny-sur-Ouche | Détails | Le statut officiel du blason reste à déterminer.                                    |

| Blason de Boncourt-le-Bois | Blason  | D'argent au chêne de sinople, au chef d'azur chargé d'un lion léopardé d'or. |
| Blason de Boncourt-le-Bois | Détails | Le statut officiel du blason reste à déterminer.                             |

| Blason de Bonnencontre | Blason  | De gueules à l'aigle d'or membrée d'azur, au chef d'azur* chargé de trois étoiles aussi d'or.                                                                  |
| Blason de Bonnencontre | Détails | * Il y a là non-respect de la règle de contrariété des couleurs : ces armes sont fautives (azur sur gueules). Le statut officiel du blason reste à déterminer. |

| Blason de Boudreville | Blason  | Écartelé : au 1er et au 4e d'argent aux trois mouchetures d'hermine de sable, au 2e et au 3e d'or à la roue de moulin de sable, sur le tout d'azur aux trois fleurs de lys d'or, au bâton péri de gueules en barre. |
| Blason de Boudreville | Détails | Le statut officiel du blason reste à déterminer. |

| Blason de Bouhey | Blason  | D'or au sautoir de gueules cantonné de quatre alérions d'azur. |
| Blason de Bouhey | Détails | Le statut officiel du blason reste à déterminer.               |

| Blason de Bouilland | Blason  | Coupé ondé : au 1er de sinople au lion issant d'or armé et lampassé de gueules accompagné de trois étoiles d'or rangées en chef, au 2e parti au I de sinople à la montagne de trois pics cousue de sable et ombrée du champ, au II de gueules à la crosse contournée d'or mouvant de la pointe, à la burelle ondée d'azur brochant sur la partition. |
| Blason de Bouilland | Détails | * Il y a là non-respect de la règle de contrariété des couleurs : ces armes sont fautives (sable sur sinople). Le statut officiel du blason reste à déterminer. |

| Blason de Bouix | Blason  | Coupé : au 1er de gueules aux deux clés d'argent passées en sautoir surmontées d'une fleur de lys d'or, au 2e d'argent aux trois grappes de raisin de sinople, tigées et feuillées aussi de sinople. |
| Blason de Bouix | Détails | Le statut officiel du blason reste à déterminer. |

| Blason de Bouze-lès-Beaune | Blason  | De gueules à la tour d'argent accompagnée de six cailloux d'or posés en orle. |
| Blason de Bouze-lès-Beaune | Détails | Le statut officiel du blason reste à déterminer.                              |

| Blason de Braux | Blason  | Tiercé en pairle renversé: au 1 de sinople à un dragon d'or, au 2 de gueules à un crosseron d'or, au 3 d'argent à un chêne de sable. |
| Blason de Braux | Détails | Le statut officiel du blason reste à déterminer.                                                                                     |

| Blason de Brazey-en-Morvan | Blason  | Tiercé en pairle renversé: au 1 de sinople à un dragon d'or, au 2 de gueules à un crosseron d'or, au 3 d'argent à un chêne de sable. |
| Blason de Brazey-en-Morvan | Détails | Créé par JF Binon. Sur PanneauPocket 2025                                                                                            |

| Blason de Brazey-en-Plaine | Blason  | Écartelé en sautoir : au 1er de gueules à l'étoile de huit rais d'or, au 2e d'or au fer de lance renversé de sable, au 3e d'or au couteau renversé de sable recourbé la pointe à dextre, au 4e de gueules à la rose d'or. |
| Blason de Brazey-en-Plaine | Détails | Le statut officiel du blason reste à déterminer. |

| Blason de Brémur-et-Vaurois | Blason  | Écartelé : au 1er et au 4e d'azur aux trois tours d'or ouvertes, ajourées et maçonnées de sable, au chef aussi d'or chargé d'un heaume de sable, au 2e et au 3e toujours d'or à la rose de gueules, pointée, tigée et feuillée de sinople. |
| Blason de Brémur-et-Vaurois | Détails | Le statut officiel du blason reste à déterminer. |

| Blason de Bretenière | Blason  | D'azur aux trois martinets d'argent, au chef de gueules chargé de trois coquilles d'or.                                                                        |
| Blason de Bretenière | Détails | * Il y a là non-respect de la règle de contrariété des couleurs : ces armes sont fautives (gueules sur azur). Le statut officiel du blason reste à déterminer. |

| Blason de Bretigny | Blason  | D'argent au dragon de gueules, à la croix en filet d'or brochant sur le tout. |
| Blason de Bretigny | Détails | Le statut officiel du blason reste à déterminer.                              |

| Blason de Brion-sur-Ource | Blason  | D'azur à six trèfles d'or ordonnés 3, 2 et 1.    |
| Blason de Brion-sur-Ource | Détails | Le statut officiel du blason reste à déterminer. |

| Blason de Brochon | Blason  | D'azur à l'aigle d'or tenant un lis des jardins d'argent au naturel dans son bec. |
| Blason de Brochon | Détails | Armoiries de la famille Jolyot de Crébillon. Adopté le 7 octobre 1960.            |

| Blason de Brognon | Blason  | D'azur à la bande d'or, accompagnée de six besants du même ordonnés en orle,. |
| Blason de Brognon | Détails | Le statut officiel du blason reste à déterminer.                              |

| Blason de Broin | Blason  | De gueules à la fasce d'hermines. Devise / CriQue le sang du Périgord nourrisse nos porcs. |
| Blason de Broin | Détails | Le statut officiel du blason reste à déterminer.                                           |

| Blason de Broindon | Blason  | D'hermine à la bande de gueules.                 |
| Blason de Broindon | Détails | Le statut officiel du blason reste à déterminer. |

| Blason de Buncey | Blason  | Mi-parti : au 1er bandé d'or et d'azur de six pièces, au 2e d'azur à la fleur de lys d'or. |
| Blason de Buncey | Détails | Le statut officiel du blason reste à déterminer.                                           |

| Blason de Bure-les-Templiers | Blason  | Tiercé en pairle : au 1er d'argent au sceau de sable, au 2e d'or au hêtre de sinople, au 3e d'azur aux trois palmes d'or. |
| Blason de Bure-les-Templiers | Détails | Le statut officiel du blason reste à déterminer.                                                                          |

| Blason de Busseaut | Blason  | Écartelé : au 1er d'argent à la croix de sable, au 2e d'or au rameau de buis de sinople posé en bande, au 3e d'argent à 2 branches d'olivier de sinople posées en sautoir, avec au centre un cœur de gueules, au 4e de gueules à la fasce d'or, au chef échiqueté de trois tires d'argent et d'azur. |
| Blason de Busseaut | Détails | Le statut officiel du blason reste à déterminer. |

| Blason de Bussière-sur-Ouche (La) | Blason  | Bandé d'or et d'azur de six pièces, à la bordure de gueules, au pal aussi d'azur brochant sur le tout, chargé d'une crosse aussi d'or. |
| Blason de Bussière-sur-Ouche (La) | Détails | Le statut officiel du blason reste à déterminer.                                                                                       |

Pas d'information pour les communes suivantes : Bagnot, Bard-le-Régulier, Barjon, Benoisey, Bessey-en-Chaume, Bessey-la-Cour, Beurey-Bauguay, Bézouotte, Bierre-lès-Semur, Billy-lès-Chanceaux, Blaisy-Haut, Blancey, Bligny-le-Sec, Bourberain, Bousselange, Boussenois, Boussey, Boux-sous-Salmaise, Brain, Bressey-sur-Tille, Brianny, Buffon, Busserotte-et-Montenaille, Bussières, Bussy-la-Pesle, Bussy-le-Grand, Buxerolles.
- Haut – A
- B
- C
- D
- E
- F
- G
- H
- I
- J
- K
- L
- M
- N
- O
- P
- Q
- R
- S
- T
- U
- V
- W
- X
- Y
- Z

## C
| Blason de Censerey | Blason  | D'azur à la croix d'or accompagnée en chef de deux grenades d'or ouvertes de gueules. |
| Blason de Censerey | Détails | Le statut officiel du blason reste à déterminer.                                      |

| Blason de Cérilly | Blason  | Tiercé en pairle renversé : au 1er de gueules à une épée basse d'argent posée en barre supportant un manteau d'or, au 2e de sinople à une volute de crosse d'or, au 3e d'argent à trois fasces ondées d'azur. |
| Blason de Cérilly | Détails | Le statut officiel du blason reste à déterminer. |

| Blason de Cessey-sur-Tille | Blason  | Coupé : au 1er parti au I d'or au chêne au naturel, au II d'or à la statue de louve du lieu au naturel, au 2e de sinople à la gerbe de blé d'or, à la burelle ondée d'azur brochant sur la partition, à la bordure diminuée et combinée à un comble de gueules, ce dernier chargé d'un listel d'or portant le nom de la commune en lettres capitales de sable. |
| Blason de Cessey-sur-Tille | Détails | Le statut officiel du blason reste à déterminer. |

| Blason de Chaignay | Blason  | D'argent à un puits d'or* soutenu de deux branches de chêne tigées, feuillées, fruitées de sinople, les queues passées en sautoir, au chef d'or* maçonné de sable chargé vers la pointe de cinq arcades remplies du même. |
| Blason de Chaignay | Détails | Chaignay : Armes parlantes (branches de chêne). * Il y a là non-respect de la règle de contrariété des couleurs : ces armes sont fautives (or sur argent). Le statut officiel du blason reste à déterminer.               |

| Blason à dessiner | Blason  | Écartelé: au 1er d'or à trois bandes d'azur, à l'écusson de gueules chargé d'une aigle d'or, accompagné en chef senestre de deux gantelets versés d'or et passés en sautoir et en pointe dextre d'un dextrochère tenant une plume du même, le tout brochant sur les bandes, au 2e contre-écartelé dans une filière de gueules, au I d'azur semé de fleurs de lis d'or , bordé à senestre et en pointe d'un componé de gueules et d'argent, au II d'azur à la bande d'or, bordé à dextre et en pointe de gueules, au III bandé d'or et d'azur, bordé en chef et à senestre de gueules, au IV d'azur semé de fleurs de lis d'or, bordé en chef et à dextre d'un componé d'argent et de gueules, au 3e d'or à la forêt de sinople accompagnée en pointe d'une chaîne du champ, posée en fasce et brisée en son milieu, au 4e de sinople à sept épis de blé d'or empoignés en éventail et liés de gueules. |
| Blason à dessiner | Détails | Le statut officiel du blason reste à déterminer. |

| Blason de Chambœuf | Blason  | Bandé d'azur et d'or de six pièces, la deuxième bande d'or chargée de trois macles de gueules. |
| Blason de Chambœuf | Détails | Le statut officiel du blason reste à déterminer.                                               |

| Blason de Chambeire | Blason  | Tiercé en pairle renversé : au 1er d'or à un chêne au naturel, au 2e de gueules à un crosseron d'argent, au 3e d'azur à deux fasces ondées d'argent. |
| Blason de Chambeire | Détails | Le statut officiel du blason reste à déterminer. |

| Blason de Chambolle-Musigny | Blason  | De sinople à trois bandes ondées d'argent, à la tour de gueules, fermée et ajourée d'or, maçonnée de sable, brochant sur le tout. |
| Blason de Chambolle-Musigny | Détails | Le statut officiel du blason reste à déterminer.                                                                                  |

| Blason de Chamesson | Blason  | Vairé d'argent et d'azur, au chef de gueules chargé de deux pics d'or passés en sautoir accompagnés de deux clous d'argent. |
| Blason de Chamesson | Détails | Le statut officiel du blason reste à déterminer.                                                                            |

| Blason de Champagny | Blason  | De sinople à un livre ouvert d'or, accosté de deux encriers du même chacun avec sa plume d'argent, posée en barre à dextre et en bande à senestre, au chef parti au 1er d'azur semé de fleurs de lys d'or et à la bordure componée d'argent et de gueules, au 2e bandé d'or et d'azur et à la bordure de gueules. |
| Blason de Champagny | Détails | Le statut officiel du blason reste à déterminer. |

| Blason de Champdôtre | Blason  | D'or à la fasce ondée d'azur, à la crosse de sable brochant en pal. |
| Blason de Champdôtre | Détails | Le statut officiel du blason reste à déterminer.                    |

| Blason de Champignolles | Blason  | Coupé : au 1er de sinople au mouton d'or, au 2e de gueules au village d'argent. |
| Blason de Champignolles | Détails | Le statut officiel du blason reste à déterminer.                                |

| Blason de Chanceaux | Blason  | De sinople à deux bandes ondées abaissées d'argent, accompagnées en chef senestre d'un chêne d'or, au franc-quartier d'azur à une barrière d'argent. |
| Blason de Chanceaux | Détails | Le statut officiel du blason reste à déterminer. |

| Blason de Charmes | Blason  | D'argent à la bande de gueules chargée de trois quintefeuilles d'or, posées à plomb. |
| Blason de Charmes | Détails | Le statut officiel du blason reste à déterminer.                                     |

| Blason de Charny | Blason  | De gueules à trois écussons d'argent.                                           |
| Blason de Charny | Détails | Armes de la famille de Charny. Le statut officiel du blason reste à déterminer. |

| Blason de Charrey-sur-Seine | Blason  | Coupé : au 1er de gueules aux deux clés d'argent passées en sautoir surmontées d'une fleur de lys d'or, au 2e d'azur aux trois feuilles de chêne d'or. |
| Blason de Charrey-sur-Seine | Détails | Le statut officiel du blason reste à déterminer. |

| Blason de Chassagne-Montrachet | Blason  | De gueules à deux clés d'or passées en sautoir et accompagnées de quatre croissants du même posés en lunel entre les fûts. |
| Blason de Chassagne-Montrachet | Détails | Le statut officiel du blason reste à déterminer.                                                                           |

| Blason de Châteauneuf | Blason  | D'or à la fasce de sable, aux trois coquilles aussi de sable en chef. |
| Blason de Châteauneuf | Détails | Le statut officiel du blason reste à déterminer.                      |

| Blason de Châtillon-sur-Seine | Blason  | De gueules au château en perspective de quatre tours d'argent, maçonné de sable, au chef d'azur* chargé de trois fleurs de lys d'or.                         |
| Blason de Châtillon-sur-Seine | Détails | Armes parlantes. * Il y a là non-respect de la règle de contrariété des couleurs : ces armes sont fautives. Le statut officiel du blason reste à déterminer. |

| Blason de Chaugey | Blason  | D'azur au vaisseau d'or, au chef d'argent chargé d'un léopard de gueules. |
| Blason de Chaugey | Détails | Le statut officiel du blason reste à déterminer.                          |

| Blason de Chaume-et-Courchamp | Blason  | Écartelé : au 1er et au 4e d'azur au sautoir de gueules cantonné de quatre fleurs de lis d'or, au 2e et au 3e d'argent au chêne de sinople englanté de pourpre. |
| Blason de Chaume-et-Courchamp | Détails | * Il y a là non-respect de la règle de contrariété des couleurs : ces armes sont fautives. Le statut officiel du blason reste à déterminer.                     |

| Blason de Chaumont-le-Bois | Blason  | D'azur à trois feuilles de chêne d'or.           |
| Blason de Chaumont-le-Bois | Détails | Le statut officiel du blason reste à déterminer. |

| Blason de Chaux | Blason  | Parti : d'azur et d'argent à la vire de trois pièces brochant de l'un en l'autre. |
| Blason de Chaux | Détails | Le statut officiel du blason reste à déterminer.                                  |

| Blason de Chazilly | Blason  | D'azur à deux brochets d'argent adossés et posés en chevron renversé, au chef de gueules chargé de trois épis de millet d'or et soutenu d'une trangle crénelée de six merlons d'or. |
| Blason de Chazilly | Détails | Le statut officiel du blason reste à déterminer. |

| Blason de Chemin-d'Aisey | Blason  | D'or au chef de gueules, à la bande componée aussi d'or et de sable de cinq pièces brochant sur le tout. |
| Blason de Chemin-d'Aisey | Détails | Le statut officiel du blason reste à déterminer.                                                         |

| Blason de Chenôve | Blason  | De gueules à la croix ancrée d'argent remplie de sable, au chef parti : au I d'azur semé de fleurs de lys d'or et à la bordure componée d'argent et de gueules, au II bandé d'or et d'azur de six pièces et à la bordure de gueules. |
| Blason de Chenôve | Détails | Le statut officiel du blason reste à déterminer. |

| Blason de Chevigny-en-Valière | Blason  | D'azur à la fasce vivrée d'or accompagnée de trois oiseaux essorants du même. |
| Blason de Chevigny-en-Valière | Détails | Le statut officiel du blason reste à déterminer.                              |

| Blason de Chevigny-Saint-Sauveur | Blason  | D'or au monde d'azur cerclé et cintré du champ, croisé de gueules, à la bordure aussi d'azur chargée de huit besants aussi d'or. |
| Blason de Chevigny-Saint-Sauveur | Détails | Le statut officiel du blason reste à déterminer.                                                                                 |

| Blason de Chorey-les-Beaune | Blason  | Écartelé : au 1er et au 4e bandé d'or et d'azur de six pièces, à la bordure engrelée de gueules, au 2e d'azur aux trois gerbes de blé de gueules*, au 3e de sable aux trois étoiles d'argent. |
| Blason de Chorey-les-Beaune | Détails | * Il y a là non-respect de la règle de contrariété des couleurs : ces armes sont fautives.. Le statut officiel du blason reste à déterminer.                                                  |

| Blason de Cirey-lès-Pontailler | Blason  | D'argent à quatre flammes de gueules mouvant de la pointe, au pal d'azur brochant sur le tout et chargé d'une crosse contournée d'or, le tout sommé d'un chef de gueules chargé d'un gril d'argent posé en fasce. |
| Blason de Cirey-lès-Pontailler | Détails | Le statut officiel du blason reste à déterminer. |

| Blason de Clamerey | Blason  | D'azur à trois épis de blé d'or accompagnés en chef d'un écusson de gueules.                                                                                   |
| Blason de Clamerey | Détails | * Il y a là non-respect de la règle de contrariété des couleurs : ces armes sont fautives (gueules sur azur). Le statut officiel du blason reste à déterminer. |

| Blason de Clémencey | Blason  | D'azur à deux chaînes d'argent posées en sautoir, surchargées d'une clé contournée d'or. |
| Blason de Clémencey | Détails | Clémencey : Armes parlantes (clé). Le statut officiel du blason reste à déterminer.      |

| Blason de Clénay | Blason  | De sinople au pal d'or, chargé d'une vergette ondée d'azur, au chef soutenu d'une trangle d'or, palé d'azur et d'argent de six pièces à la bande de gueules brochant et chargée de trois coquilles d'or dans le sens de la bande. |
| Blason de Clénay | Détails | Le statut officiel du blason reste à déterminer. |

| Blason de Cléry | Blason  | De gueules à la fasce d'hermines.                |
| Blason de Cléry | Détails | Le statut officiel du blason reste à déterminer. |

| Blason de Collonges-lès-Bévy | Blason  | Une aigle bicéphale.                             |
| Blason de Collonges-lès-Bévy | Détails | Émaux manquants. Présent sur les plaques de rue. |

| Blason de Collonges-lès-Premières | Blason  | Écartelé : au 1er et au 4e d'argent aux deux écots de gueules passés en sautoir, au 2e et au 3e aussi de gueules à la fasce nébulée de sable et d'or. |
| Blason de Collonges-lès-Premières | Détails | Le statut officiel du blason reste à déterminer. |

| Blason de Colombier | Blason  | De gueules au chef d'argent chargé de trois coquilles aussi de gueules. |
| Blason de Colombier | Détails | Le statut officiel du blason reste à déterminer.                        |

| Blason de Combertault | Blason  | Écartelé : au 1er d'argent à trois croisettes pattées de sable, sommant des vergettes de même mouvant de la pointe, au 2e et au 3e d'azur aux trois heaumes de profil d'or, au 4e d'argent aux trois pals de gueules et au chef soudé d'or chargé de trois coquilles de sable. |
| Blason de Combertault | Détails | Le statut officiel du blason reste à déterminer. |

| Blason de Comblanchien | Blason  | Écartelé : au 1er d'argent à la rose de gueules, au 2e et au 3e d'orangé, maçonné de sable de sept carreaux, au 4e d'argent au cep de vigne de sinople, fruité d'azur, l'échalas de sable. |
| Blason de Comblanchien | Détails | Le statut officiel du blason reste à déterminer. |

| Blason de Commarin | Blason  | Parti : au 1er coupé au I d'azur à deux léopards d'or l'un au-dessus de l'autre, au II de gueules à une aigle d'or, becquée et membrée d'azur, au 2e de sinople à saint Thibaut de Marly d'argent avec son faucon regardant d'or posé sur sa main senestre. |
| Blason de Commarin | Détails | Le statut officiel du blason reste à déterminer. |

| Blason de Corberon | Blason  | Fascés d'or et de gueules de six pièces ; sur le tout de gueules à l'aigle d'or. |
| Blason de Corberon | Détails | Sur le site internet de la commune                                               |

| Blason de Corcelles-les-Arts | Blason  | D'azur à la tour d'or ouverte du champ, au chef parti de deux, coupé de un, de gueules et d'or. |
| Blason de Corcelles-les-Arts | Détails | Le statut officiel du blason reste à déterminer.                                                |

| Blason de Corcelles-lès-Cîteaux | Blason  | D'argent au chêne arraché de sinople glandé d'or, au cerf de sable brochant sur le tout. |
| Blason de Corcelles-lès-Cîteaux | Détails | Le statut officiel du blason reste à déterminer.                                         |

| Blason de Corcelles-les-Monts | Blason  | De sinople au coq hardi d'or, membré, becqué, crêté et barbé de gueules, au chef ondé aussi d'argent. |
| Blason de Corcelles-les-Monts | Détails | Le statut officiel du blason reste à déterminer.                                                      |

| Blason de Corgengoux | Blason  | D'azur au chevron d'or accompagné de trois têtes de perdrix d'argent. |
| Blason de Corgengoux | Détails | Le statut officiel du blason reste à déterminer.                      |

| Blason de Corgoloin | Blason  | De gueules à la fasce d'argent maçonnée de sable de trois tires, surmontée d'un huchet d'or et soutenue d'un pressoir du même sur un bâti d'argent. |
| Blason de Corgoloin | Détails | Le statut officiel du blason reste à déterminer. |

| Blason de Cormot-le-Grand | Blason  | D'argent au tau de gueules, accompagné de six roses du même, pointées d'or, mantelé de sinople.                                                         |
| Blason de Cormot-le-Grand | Détails | Conflit héraldique : le blasonnement annonce des roses « pointées d’or », que ne montre pas le dessin. Le statut officiel du blason reste à déterminer. |

| Blason de Corpeau | Blason  | D'argent au cep de vigne de tenné à deux branches écotées et posées en chevron renversé, leurs extrémités palissées sur trois fils de sable posés en fasce en chef, le cep sommé entre les branches d'un tonnelet de tenné posé de front, surmonté de l'inscription « Corpeau » de sable, elle-même surmontée de la lettre N du même, brochant sur les fils, ledit cep adextré d'une grappe de raisin d'azur, feuillée et pamprée de sinople et de la lettre O de sable, senestré de l'église du lieu d'or, ouverte, ajourée et essorée de tenné, et de la lettre E de sable, soutenu d'un TGV contourné de sinople chargé d'un bandeau d'argent surchargé de l'inscription « Village de Bourgogne », lui-même soutenu d'une fleur de tournesol feuillée d'or, accostée de deux listels d'azur faillis vers le centre et chargés chacun d'un poisson d'or, les deux poissons affrontés, et à la lettre S de sable en pointe, le tout enfermé dans une filière componée d'azur et d'argent. |
| Blason de Corpeau | Détails | Le statut officiel du blason reste à déterminer. |

| Blason de Couchey | Blason  | Écartelé : au 1er et au 4e d'azur à trois bandes d'or, au 2e et au 3e d'argent à la hure de sanglier de sable défendue du champ et languée de gueules, à l'épée basse de gueules garnie d'or et brochant sur la partition. |
| Blason de Couchey | Détails | Le statut officiel du blason reste à déterminer. |

| Blason de Coulmier-le-Sec | Blason  | D'azur au chevron d'or accompagné de trois molettes d'or, au chef de gueules chargé de trois coquilles d'argent.                                               |
| Blason de Coulmier-le-Sec | Détails | * Il y a là non-respect de la règle de contrariété des couleurs : ces armes sont fautives (gueules sur azur). Le statut officiel du blason reste à déterminer. |

| Blason de Courban | Blason  | D'argent maçonné de sable, chaussé de sinople, chargé de deux croisettes d'or,au chevronel renversé d'argent brochant sur le chaussé; à la champagne d'or chargée d'une épée de gueules posée en fasce, la pointe à dextre. |
| Blason de Courban | Détails | Le statut officiel du blason reste à déterminer. |

| Blason de Courcelles-lès-Semur | Blason  | D'or au chevron de gueules accompagné de trois aigles d'azur, becquées et membrées de gueules, à la bordure du même. |
| Blason de Courcelles-lès-Semur | Détails | Le statut officiel du blason reste à déterminer.                                                                     |

| Blason de Couternon | Blason  | De gueules au chevron d'or accompagné de trois coquilles d'argent. |
| Blason de Couternon | Détails | Le statut officiel du blason reste à déterminer.                   |

| Blason de Créancey | Blason  | D'azur à la montagne de trois monts d'or en pointe surmontée d'une tour d'argent, ouverte et maçonnée de sable, au chef de gueules chargé de trois comètes d'or chevelées d'argent posées en pal. |
| Blason de Créancey | Détails | * Il y a là non-respect de la règle de contrariété des couleurs : ces armes sont fautives (gueules sur azur). Le statut officiel du blason reste à déterminer.                                    |

| Blason de Crimolois | Blason  | Taillé d'argent et d'azur à la croix de Malte de l'un en l'autre chargée en franc-canton dextre d'un C de gueules. |
| Blason de Crimolois | Détails | Le statut officiel du blason reste à déterminer.                                                                   |

| Blason de Cuiserey | Blason  | Parti : d'argent et de gueules à deux crosses affrontées de l'un en l'autre. |
| Blason de Cuiserey | Détails | Le statut officiel du blason reste à déterminer.                             |

| Blason de Curley | Blason  | D'argent aux trois roses de gueules boutonnées d'or et pointées de sinople accompagnées en cœur de trois glands d'or à la coque de sinople rangés en pairle, les coques au centre. |
| Blason de Curley | Détails | Le statut officiel du blason reste à déterminer. |

Pas d'information pour les communes suivantes : Chailly-sur-Armançon, Chambain, Champ-d'Oiseau, Champagne-sur-Vingeanne, Champrenault, Channay, Charencey, Charigny, Charrey-sur-Saône, Châtellenot, Chaudenay-la-Ville, Chaudenay-le-Château, La Chaume, Chaume-lès-Baigneux, Chazeuil, Cheuge, Chevannay, Chivres, Civry-en-Montagne, Clomot, Corpoyer-la-Chapelle, Corrombles, Corsaint, Courcelles-Frémoy, Courcelles-lès-Montbard, Courlon, Courtivron, Crécey-sur-Tille, Crépand, Crugey, Culètre, Curtil-Saint-Seine, Curtil-Vergy, Cussey-les-Forges, Cussy-la-Colonne, Cussy-le-Châtel.
- Haut – A
- B
- C
- D
- E
- F
- G
- H
- I
- J
- K
- L
- M
- N
- O
- P
- Q
- R
- S
- T
- U
- V
- W
- X
- Y
- Z

## D
| Blason de Daix | Blason  | De gueules au gril d'argent, au chef bandé d'or et d'azur de six pièces et à une bordure de gueules. |
| Blason de Daix | Détails | Le statut officiel du blason reste à déterminer.                                                     |

| Blason de Dampierre-et-Flée | Blason  | D'azur au pal ondé d'argent, au pont droit d'argent maçonné de sable en fasce, brochant sur le pal, surmonté de deux clefs d'or, celle de dextre contournée, celle de senestre renversée. |
| Blason de Dampierre-et-Flée | Détails | Le statut officiel du blason reste à déterminer. |

| Blason de Darcey | Blason  | D'azur aux deux clefs d'or adossées, les anneaux en losange pommetée entretenus. |
| Blason de Darcey | Détails | Le statut officiel du blason reste à déterminer.                                 |

| Blason de Darois | Blason  | D'argent à deux pals d'azur accompagnés de trois molettes de sable rangées en fasce, au chef d'or au lion issant de sable. |
| Blason de Darois | Détails | Le statut officiel du blason reste à déterminer.                                                                           |

| Blason de Dijon | Blason  | De gueules, au chef parti, au 1er d'azur semé de fleurs de lis d'or et à la bordure componée d'argent et de gueules, au 2e bandé d'or et d'azur de six pièces et à la bordure de gueules. |
| Blason de Dijon | Détails | Le statut officiel du blason reste à déterminer. |

| Blason de Drambon | Blason  | D'azur à deux haches d'armes adossées d'or, emmanchées d'argent. |
| Blason de Drambon | Détails | Le statut officiel du blason reste à déterminer.                 |

| Blason de Duesme | Blason  | D'argent à l'aigle essorante d'azur, au chef de gueules. |
| Blason de Duesme | Détails | Le statut officiel du blason reste à déterminer.         |

Pas d'information pour les communes suivantes : Dampierre-en-Montagne, Détain-et-Bruant, Diancey, Diénay, Drée.
- Haut – A
- B
- C
- D
- E
- F
- G
- H
- I
- J
- K
- L
- M
- N
- O
- P
- Q
- R
- S
- T
- U
- V
- W
- X
- Y
- Z

## E
| Blason de Échalot | Blason  | D'azur à la gerbe d'or liée de gueules, à la bordure aussi de gueules.                                                                                         |
| Blason de Échalot | Détails | * Il y a là non-respect de la règle de contrariété des couleurs : ces armes sont fautives (gueules sur azur). Le statut officiel du blason reste à déterminer. |

| Blason de Échannay | Blason  | De gueules à deux léopards d'or, l'un au-dessus de l'autre. |
| Blason de Échannay | Détails | Le statut officiel du blason reste à déterminer.            |

| Blason de Échenon | Blason  | D'or à la bande d'azur accompagnée en chef d'un épi de maïs au naturel, feuillé de sinople et en pointe d'une meule de moulin de sable. |
| Blason de Échenon | Détails | Le statut officiel du blason reste à déterminer.                                                                                        |

| Blason de Échevronne | Blason  | D'or au pairle d'azur accompagné en chef d'une étoile de huit rais du même et en flancs de deux œillets de gueules tigés et feuillés de sinople. |
| Blason de Échevronne | Détails | Le statut officiel du blason reste à déterminer.                                                                                                 |

| Blason de Échigey | Blason  | D'argent à la fasce de gueules, surmontée d'une étoile d'or* et accompagnée d'un chardon de sinople, fleuri de pourpre (ou de gueules) et mouvant de la pointe. |
| Blason de Échigey | Détails | * Il y a là non-respect de la règle de contrariété des couleurs : ces armes sont fautives (or sur argent). Le statut officiel du blason reste à déterminer.     |

| Blason de Éguilly | Blason  | D'azur à cinq faucons d'or 2, 2 et 1, au lambel à l'antique d'argent brochant sur le tout. |
| Blason de Éguilly | Détails | Le statut officiel du blason reste à déterminer.                                           |

| Blason de Épernay-sous-Gevrey | Blason  | D'argent à la croix ancrée de sinople.           |
| Blason de Épernay-sous-Gevrey | Détails | Le statut officiel du blason reste à déterminer. |

| Blason de Époisses | Blason  | De gueules au mur crénelé adextré d'une échauguette couverte, le tout d'argent maçonné de sable et chargé en cœur d'un écu échiqueté d'azur et d'or. |
| Blason de Époisses | Détails | Le statut officiel du blason reste à déterminer. |

| Blason de Esbarres | Blason  | De gueules aux trois barres d'or, celle du milieu chargée de trois annelets du champ. |
| Blason de Esbarres | Détails | Le statut officiel du blason reste à déterminer.                                      |

| Blason de Essarois | Blason  | D'argent aux trois quintefeuilles de gueules.    |
| Blason de Essarois | Détails | Le statut officiel du blason reste à déterminer. |

| Blason de Essey | Blason  | De gueules au chevron d'argent accompagné de trois roses tigées et feuillées du même. |
| Blason de Essey | Détails | Le statut officiel du blason reste à déterminer.                                      |

| Blason de Étais | Blason  | D'azur aux trois têtes de bélier d'argent, au chef bandé d'or et d'azur de six pièces bordé de gueules. |
| Blason de Étais | Détails | Le statut officiel du blason reste à déterminer.                                                        |

| Blason de Étalante | Blason  | D'azur à la coquille d'or surmontée d'une fasce haussée ondée d'argent. |
| Blason de Étalante | Détails | Le statut officiel du blason reste à déterminer.                        |

| Blason de L'Étang-Vergy | Blason  | D'azur à deux poissons l'un au-dessus de l'autre, celui du chef courbé vers le haut, celui de la pointe contourné et courbé vers le bas, au chef de gueules chargé de trois quintefeuilles d'or. |
| Blason de L'Étang-Vergy | Détails | * Il y a là non-respect de la règle de contrariété des couleurs : ces armes sont fautives (gueules sur azur). Le statut officiel du blason reste à déterminer.                                   |

| Blason de Étaules | Blason  | D'azur à la bande d'or, accompagnée en chef de trois molettes du même,. |
| Blason de Étaules | Détails | Le statut officiel du blason reste à déterminer.                        |

| Blason de Étevaux | Blason  | Coupé ondé : au 1er d'azur au soleil non figuré d'or, au 2e de gueules aux trois quintefeuilles aussi d'or, à la trangle aussi ondée d'argent brochant sur la partition. |
| Blason de Étevaux | Détails | Le statut officiel du blason reste à déterminer. |

| Blason de Étormay | Blason  | Parti : au 1er d'azur à deux bars adossés d'argent surmontés d'une fleur de lis d'or, au 2e coupé au I d'argent au lavoir du lieu (fontaine Sainte-Apolline) d'or, ouvert et maçonné de sable, essoré de tenné, au II bandé d'or et d'azur et à la bordure de gueules. |
| Blason de Étormay | Détails | * Il y a là non-respect de la règle de contrariété des couleurs : ces armes sont fautives (or sur argent). Le statut officiel du blason reste à déterminer. |

| Blason de Étrochey | Blason  | Parti : au 1er mi-parti bandé d'azur et d'or à la bordure de gueules, au 2e d'azur à la bande d'argent côtoyée de deux doubles cotices potencées et contre-potencées d'or, au pont en dos d'âne de trois arches de sable brochant en fasce sur le tout. |
| Blason de Étrochey | Détails | Le statut officiel du blason reste à déterminer. |

Pas d'information pour les communes suivantes : Ébaty, Échevannes, Écutigny, Épagny, Éringes.
- Haut – A
- B
- C
- D
- E
- F
- G
- H
- I
- J
- K
- L
- M
- N
- O
- P
- Q
- R
- S
- T
- U
- V
- W
- X
- Y
- Z

## F
| Blason de Fauverney | Blason  | D'azur au rai d'escarboucle fleurdelisé d'or |
| Blason de Fauverney | Détails | Le statut officiel du blason reste à déterminer. |
| Blason de Fauverney | Alias   | Coupé : au 1er de gueules au lion issant d'or, au 2e d'argent à la fauvette de gueules posée sur une branche du même. Armes parlantes (jeu de mots : Fauverney/fauvette). |

| Blason de Faverolles-lès-Lucey | Blason  | D'or au pied de faverole de sinople mouvant de la pointe, au chef parti au I d'azur à la croix d'or cantonnée au 1er et au 4e d'une fleur de lys du même, au 2e et au 3e d'une étoile aussi d'or, et au II d'azur au sautoir de gueules* cantonné de quatre fleurs de lys d'or. |
| Blason de Faverolles-lès-Lucey | Détails | Armes parlantes. * Il y a là non-respect de la règle de contrariété des couleurs : ces armes sont fautives (gueules sur azur). Le statut officiel du blason reste à déterminer.                                                                                                 |

| Blason de Fénay | Blason  | De gueules papelonné d'or, à la rose du même boutonnée de sable dans la première pièce du chef, à la divise d'azur brochante, au lion aussi d'or brochant sur le tout. |
| Blason de Fénay | Détails | Le statut officiel du blason reste à déterminer. |

| Blason de Fixin | Blason  | De pourpre aux trois abeilles d'or, au chef parti : au I d'azur semé de fleurs de lys d'or et à la bordure componée d'argent et de gueules, au II bandé d'or et d'azur de six pièces et à la bordure de gueules. |
| Blason de Fixin | Détails | Le statut officiel du blason reste à déterminer. |

| Blason de Flacey | Blason  | Écartelé : au 1er d'azur semé de fleurs de lys d'or à la bordure componée d'argent et de gueules, au 2e de sinople au courlis d'or, au 3e d'or à la grenouille de sinople, au 4e bandé d'or et d'azur de six pièces à la bordure de gueules. |
| Blason de Flacey | Détails | Le statut officiel du blason reste à déterminer. |

| Blason de Flagey-Echézeaux | Blason  | De gueules au chevron d'or chargé de trois feuilles d'érable de gueules et accompagné en pointe d'une gerbe de blé d'or liée de gueules. |
| Blason de Flagey-Echézeaux | Détails | Le statut officiel du blason reste à déterminer.                                                                                         |

| Blason de Flagey-lès-Auxonne | Blason  | De sinople à trois lézards d'or.                 |
| Blason de Flagey-lès-Auxonne | Détails | Le statut officiel du blason reste à déterminer. |

| Blason de Flammerans | Blason  | De sinople à la divise haussée d'argent accompagnée d'une flamme mouvant de la pointe, de gueules* et d'or au sommet de ses trois flammèches.                     |
| Blason de Flammerans | Détails | * Il y a là non-respect de la règle de contrariété des couleurs : ces armes sont fautives (gueules sur sinople). Le statut officiel du blason reste à déterminer. |

| Blason de Flavignerot | Blason  | Palé d'or et d'azur, à la bande d'argent chargée de trois couleuvres de gueules, au chef de gueules chargé de trois macles d'or. |
| Blason de Flavignerot | Détails | Le statut officiel du blason reste à déterminer.                                                                                 |

| Blason de Flavigny-sur-Ozerain | Blason  | D'azur à la lettre F capitale couronnée d'or.    |
| Blason de Flavigny-sur-Ozerain | Détails | Le statut officiel du blason reste à déterminer. |

| Blason de Fleurey-sur-Ouche | Blason  | D'azur à l'épée d'argent, aux deux clefs d'or contournées passées en sautoir, au chef du même chargé d'une rose de gueules pointée de sinople et boutonnée aussi d'or. |
| Blason de Fleurey-sur-Ouche | Détails | Le statut officiel du blason reste à déterminer. |

| Blason de Fontaines-en-Duesmois | Blason  | D'azur à trois têtes de bélier d'argent. |
| Blason de Fontaines-en-Duesmois | Détails | Inspiré des armes de la famille de Saint-Belin, anciens seigneurs du lieu, qui portaient des béliers accornés d'or. Le statut officiel du blason reste à déterminer. |

| Blason de Fontaine-Française | Blason  | D'argent à la croix de gueules.                  |
| Blason de Fontaine-Française | Détails | Le statut officiel du blason reste à déterminer. |

| Blason de Fontaine-lès-Dijon | Blason  | D'azur à la fasce ondée d'argent accompagnée en chef de trois saffres d'or. |
| Blason de Fontaine-lès-Dijon | Détails | Le statut officiel du blason reste à déterminer.                            |

| Blason de Forléans | Blason  | Écartelé : aux 1er et 4e d'or équipollés de gueules, aux 2e et 3e échiquetés d'or et d'azur de quatre tires. |
| Blason de Forléans | Détails | Le statut officiel du blason reste à déterminer.                                                             |

| Blason de Francheville | Blason  | D'argent au pile de sable chargé en chef d'une étoile de six rais d'or, à la bordure de sinople. |
| Blason de Francheville | Détails | Le statut officiel du blason reste à déterminer.                                                 |

| Blason de Franxault | Blason  | De gueules à l'aigle d'or empiétant en ses serres un disque d'azur bordé d'or chargé de trois étoiles du même mal ordonnées. |
| Blason de Franxault | Détails | Le statut officiel du blason reste à déterminer.                                                                             |

| Blason de Frôlois | Blason  | Parti: au 1) de gueules à une clé et à une épée basse, les deux d'argent; au 2) bandé d'or et d'azur |
| Blason de Frôlois | Détails | Création J-F Binon.Utilisation 2022                                                                  |

| Blason de Fussey | Blason  | D'argent à la fasce de gueules accompagnée de six merlettes de sable, trois rangées en chef, trois en pointe ordonnées 2 et 1. |
| Blason de Fussey | Détails | Le statut officiel du blason reste à déterminer.                                                                               |

Pas d'information pour les communes suivantes : Fain-lès-Montbard, Le Fête, Flée, Foissy, Foncegrive, Fontaines-les-Sèches, Fontangy, Fontenelle, Fraignot-et-Vesvrotte, Frénois, Fresnes.
- Haut – A
- B
- C
- D
- E
- F
- G
- H
- I
- J
- K
- L
- M
- N
- O
- P
- Q
- R
- S
- T
- U
- V
- W
- X
- Y
- Z

## G
| Blason de Genlis | Blason  | D'argent fretté de sable de six pièces, au chef de gueules chargé de trois quintefeuilles d'or. |
| Blason de Genlis | Détails | Le statut officiel du blason reste à déterminer.                                                |

| Blason de Gergueil | Blason  | Écartelé : au 1er d'or à trois bandes d'azur et à la bordure de gueules, au 2e d'argent à la chapelle du lieu d'or brochant sur une crosse contournée de tenné, au 3e de sinople à l'arbre au naturel, au 4e de sinople à la gerbe de blé d'or. |
| Blason de Gergueil | Détails | Le statut officiel du blason reste à déterminer. |

| Blason de Gevrey-Chambertin | Blason  | Parti : au 1er de gueules aux deux clefs d'argent passées en sautoir et l'épée du même brochante et garnie d'or, au 2e coupé : au I d'azur semé de fleurs de lys d'or et à la bordure componée d'argent et de gueules, au II bandé d'or et d'azur de six pièces et à la bordure de gueules. |
| Blason de Gevrey-Chambertin | Détails | Différences entre dessin et blasonnement : bordure componée d'argent et de gueules. Le statut officiel du blason reste à déterminer. |

| Blason de Gevrolles | Blason  | D'azur à deux cotices ondées et abaissées d'argent, accompagnées en chef d'un gland versé, tigé et feuillé d'or; à une enclume de sable surmontée de deux marteaux adossés posés en chevron tous de sable brochant en pointe; au franc-quartier de gueules chargé de deux clefs d'or passées en sautoir et liées par une chaîne du même. |
| Blason de Gevrolles | Détails | Création JF Binon. Adoption le 10 novembre 2023. |

| Blason de Gilly-lès-Cîteaux | Blason  | De gueules au rencontre de cerf d'or surmonté entre ses bois d'une étoile renversée du même, au chef d'azur chargé à dextre d'un épi aussi d'or posé en bande et à senestre d'une grappe de raisin du même posée en pal et aussi soutenu d'une trangle d'argent. |
| Blason de Gilly-lès-Cîteaux | Détails | Le statut officiel du blason reste à déterminer. |

| Blason de Gissey-le-Vieil | Blason  | D'azur au sautoir d'or, accompagné en chef d'une couronne de comte d'argent et en flancs de deux coquilles d'or, à l'épée basse d'argent brochant en cœur sur le sautoir, au chef parti, au I d'azur semé de fleurs de lys d'or et à la bordure componée d'argent et de gueules, au II bandé d'or et d'azur et à la bordure de gueules. |
| Blason de Gissey-le-Vieil | Détails | Adopté le 8 juillet 2022. |

| Blason de Gissey-sur-Ouche | Blason  | De gueules à l'aigle d'or membrée d'azur, au chef de vair de deux tires. |
| Blason de Gissey-sur-Ouche | Détails | Le statut officiel du blason reste à déterminer.                         |

| Blason de Glanon | Blason  | De gueules à deux palmes de sinople* adossées en pal, les tiges passées en sautoir en pointe, à la burelle ondée d'argent brochant sur le tout.                   |
| Blason de Glanon | Détails | * Il y a là non-respect de la règle de contrariété des couleurs : ces armes sont fautives (sinople sur gueules). Le statut officiel du blason reste à déterminer. |

| Blason de Gomméville | Blason  | Coupé : au 1er d'azur au sautoir de gueules* cantonné de quatre fleurs de lys d'or, au 2e de gueules aux deux clés d'argent passées en sautoir surmontées d'une fleur de lys d'or. |
| Blason de Gomméville | Détails | * Il y a là non-respect de la règle de contrariété des couleurs : ces armes sont fautives (gueules sur azur). Le statut officiel du blason reste à déterminer.                     |

| Blason de Goulles (Les) | Blason  | D'azur à la fasce ondée d'argent, accompagnée en chef de deux vases d'or et en pointe d'un chêne arraché du même. |
| Blason de Goulles (Les) | Détails | Le statut officiel du blason reste à déterminer.                                                                  |

| Blason de Grancey-le-Château-Neuvelle | Blason  | De gueules au château de trois tours d'argent, ajouré et maçonné de sable, chargé en cœur d'un écusson d'azur au lion d'or. |
| Blason de Grancey-le-Château-Neuvelle | Détails | Armes parlantes. Le statut officiel du blason reste à déterminer.                                                           |

| Blason de Grancey-sur-Ource | Blason  | Tiercé en pairle renversé: au 1) de gueules à une croix de Lorraine d'argent, au 2) de sinople à une chapelle sommée d'une vierge d'or (du lieu); au 3) d'argent à deux fasces ondées d'azur et à un chêne de sinople, fûté de tenné et englanté d'or, brochant sur elles |
| Blason de Grancey-sur-Ource | Détails | Création JF Binon. Sur site Internet de la commune, 2022. |

| Blason de Grenant-lès-Sombernon | Blason  | Coupé: au 1er parti au I de gueules à l'aigle d'or, au II de vair plain, au 2e d'azur à l'étoile d'argent soutenue de deux épis de blé tigés et feuillés d'or, posés en chevron renversé et les tiges passées en sautoir; à la burelle d'argent brochant sur la partition. |
| Blason de Grenant-lès-Sombernon | Détails | Adopté en novembre 2001. |

| Blason de Grésigny-Sainte-Reine | Blason  | D'or à la jumelle ondée d'azur, au pal de gueules chargé d'une fusée d'argent brochant sur le tout. |
| Blason de Grésigny-Sainte-Reine | Détails | Le statut officiel du blason reste à déterminer.                                                    |

| Blason de Grignon | Blason  | Écartelé : au 1er de sinople à deux épis de blé d'or empoignés et posés en bande, au 2e de sable à la crosse d'or, contournée et posée en barre, au 3e de gueules au four de tuilerie d'or avec sa haute cheminée du même, et ouvert du champ, au 4e de sinople au rencontre de bœuf d'or. |
| Blason de Grignon | Détails | Adopté par la municipalité. |

| Blason de Griselles | Blason  | De gueules à l'aigle d'or, au chef d'argent chargé de trois tourteaux aussi de gueules. |
| Blason de Griselles | Détails | Le statut officiel du blason reste à déterminer.                                        |

| Blason de Gurgy-le-Château | Blason  | D'azur à la plante d'or avec sur les deux premières feuilles deux oiseaux affrontés à la longue queue d’argent, à la bordure de gueules.                       |
| Blason de Gurgy-le-Château | Détails | * Il y a là non-respect de la règle de contrariété des couleurs : ces armes sont fautives (gueules sur azur). Le statut officiel du blason reste à déterminer. |

Pas d'information pour les communes suivantes : Gemeaux, Genay, Gerland, Gissey-sous-Flavigny, Grosbois-en-Montagne, Grosbois-lès-Tichey, Gurgy-la-Ville.
- Haut – A
- B
- C
- D
- E
- F
- G
- H
- I
- J
- K
- L
- M
- N
- O
- P
- Q
- R
- S
- T
- U
- V
- W
- X
- Y
- Z

## H
| Blason de Hauteroche | Blason  | Écartelé : au 1er et au 4e d'azur au sautoir d'or cantonné de quatre croissants d'argent, au 2e et au 3e d'argent à la licorne passante d'azur. |
| Blason de Hauteroche | Détails | Le statut officiel du blason reste à déterminer.                                                                                                |

| Blason de Hauteville-lès-Dijon | Blason  | Parti : au 1er d'azur au dextrochère d'argent habillé d'une manche large aussi d'argent, tenant une crosse contournée d'or posée en pal, au 2e aussi d'azur au lion d'or armé, lampassé et couronné de gueules. |
| Blason de Hauteville-lès-Dijon | Détails | Le statut officiel du blason reste à déterminer. |

| Blason de Heuilley-sur-Saône | Blason  | Parti : au 1er d'azur au pêcheur habillé d'argent et de sable, sur sa barque de tenné et sortant un poisson avec son épuisette, le tout de sable, au 2e d'or à l'arbre au naturel, le tout sommé d'un chef d'argent chargé d'une passerelle de sinople entre deux falaises de tenné et surmontant une rivière d'azur. |
| Blason de Heuilley-sur-Saône | Détails | Conflit héraldique : la passerelle, annoncée de sinople dans le blasonnement, est représentée d’or. Le statut officiel du blason reste à déterminer. |

## I
| Blason de Is-sur-Tille | Blason  | D'azur à deux vrillons d'argent en sautoir et à une crosse de même, brochant sur le tout,. |
| Blason de Is-sur-Tille | Détails | Le statut officiel du blason reste à déterminer.                                           |

| Blason de Ivry-en-Montagne | Blason  | D'azur au bœuf d'or, au chef d'argent chargé de trois cors de chasse de gueules liés d'azur. |
| Blason de Ivry-en-Montagne | Détails | Le statut officiel du blason reste à déterminer.                                             |

| Blason de Izeure | Blason  | De sinople au chevron ondé renversé d'azur accompagné en chef d'une hure de sanglier d'argent armée de gueules et en pointe de deux épis de blé d'or, tigés et feuillés du même posés aussi en chevron renversé. |
| Blason de Izeure | Détails | * Il y a là non-respect de la règle de contrariété des couleurs : ces armes sont fautives (azur sur sinople). Le statut officiel du blason reste à déterminer.                                                   |

| Blason de Izier | Blason  | D'azur aux deux lances de tournoi d'or passées en sautoir et au maillet du même brochant sur le tout. |
| Blason de Izier | Détails | Le statut officiel du blason reste à déterminer.                                                      |

## J
| Blason de Jancigny | Blason  | Taillé : au 1er d'azur au besant d'or chargé d'une lunette astronomique de sable, à la lentille d'argent, au 2e de sinople à trois oies au naturel posées en orle, à la fasce ondée d'argent brochant sur la partition. |
| Blason de Jancigny | Détails | Le statut officiel du blason reste à déterminer. |

| Blason de Jouey | Blason  | D'azur à la divise ondée abaissée d'argent, surmontée de deux épis de blé d'or en flancs et à un crosseron du même brochant en pointe, au chef parti, au I d'azur semé de fleurs de lys d'or et à la bordure componée d'argent et de gueules, au II bandé d'or et d'azur et à la bordure de gueules. |
| Blason de Jouey | Détails | Le statut officiel du blason reste à déterminer. |

| Blason de Jours-lès-Baigneux | Blason  | Écartelé : au 1er d'azur à deux fasces ondées d'or, au 2e d'or semé de grelots d'argent, chacun soutenu d'un croissant de gueules, au 3e vairé d'or et de gueules, au 4e d'azur à l'oie d'argent, becquée de gueules et membrée de sable. |
| Blason de Jours-lès-Baigneux | Détails | Le statut officiel du blason reste à déterminer. |

| Blason de Jours-en-Vaux | Blason  | Tranché ondé : au 1er de gueules à la tête de bœuf coupée d'argent, au 2e d'azur à la tour d'argent ouverte, ajourée et maçonnée de sable, à la bande ondée d'or chargée de trois canettes de sinople posées à plomb, brochant sur la partition. |
| Blason de Jours-en-Vaux | Détails | Le statut officiel du blason reste à déterminer. |

Pas d'information pour les communes suivantes : Jailly-les-Moulins, Jallanges, Jeux-lès-Bard, Juillenay, Juilly.
- Haut – A
- B
- C
- D
- E
- F
- G
- H
- I
- J
- K
- L
- M
- N
- O
- P
- Q
- R
- S
- T
- U
- V
- W
- X
- Y
- Z

## L
| Blason de Labergement-lès-Auxonne | Blason  | De sinople à la fasce ondée d'azur brochante surmontée d'une pierre d'argent, aux trois joncs au naturel à dextre, trois épis de blé d'or feuillés du même à senestre, le tout en pointe posé en chevron renversé, au chef bandé d'or et d'azur de six pièces bordé de gueules. |
| Blason de Labergement-lès-Auxonne | Détails | * Il y a là non-respect de la règle de contrariété des couleurs : ces armes sont fautives (azur sur sinople). Le statut officiel du blason reste à déterminer. |

| Blason de Labruyère | Blason  | D'or à la fasce ondée d'azur accompagnée de trois plants de bruyère au naturel.                   |
| Blason de Labruyère | Détails | Labruyère : Armes parlantes (plants de bruyère). Le statut officiel du blason reste à déterminer. |

| Blason de Ladoix-Serrigny | Blason  | De gueules à deux clés d'argent passées en sautoir accompagnées en pal d'une croix triple d'or. |
| Blason de Ladoix-Serrigny | Détails | Le statut officiel du blason reste à déterminer.                                                |

| Blason de Laignes | Blason  | De gueules à la bande d'or, accompagnée de deux tours d'argent, ajourées et maçonnées de sable. |
| Blason de Laignes | Détails | Le statut officiel du blason reste à déterminer.                                                |

| Blason de Lamarche-sur-Saône | Blason  | Parti : au 1er coupé au I de gueules à l'aigle d'or, au II d'azur à trois roses d'or, au 2e mi-parti, palé d'azur et d'argent de huit pièces et à la bande de gueules chargée de trois coquilles d'or, brochant sur le palé. |
| Blason de Lamarche-sur-Saône | Détails | Le statut officiel du blason reste à déterminer. |

| Blason de Lantenay | Blason  | De gueules à la croix d'argent chargée en cœur d'un écusson d'azur à la fleur de lis d'or et de quatre mouchetures d'hermine de sable, une sur chaque branche. |
| Blason de Lantenay | Détails | Conflit héraldique : le dessin fait voir plus que les quatre mouchetures annoncées dans le blasonnement. Le statut officiel du blason reste à déterminer.      |

| Blason de Lanthes | Blason  | Parti : au 1er de sinople à la croix de calvaire sur une terrasse isolée d'argent et soutenue de deux épis d'or posés en chevron renversé en chef et à l'autel d'argent en pointe, au 2e bandé d'or et d'azur, au bar d'argent brochant. |
| Blason de Lanthes | Détails | Le statut officiel du blason reste à déterminer. |

| Blason de Laperrière-sur-Saône | Blason  | D'azur à trois lézards d'argent, au chef parti, au I d'azur semé de fleurs de lys d'or à la bordure componée d'argent et de gueules, au II bandé d'or et d'azur de six pièces à la bordure de gueules. |
| Blason de Laperrière-sur-Saône | Détails | Le statut officiel du blason reste à déterminer. |

| Blason de Larrey | Blason  | Écartelé : au 1er d'azur au lion d'or, au 2e d'or à la croix de gueules, au 3e de gueules à trois jumelles d'argent, au 4e d'azur à la fasce ondée d'argent accompagnée de trois quintefeuilles d'or. |
| Blason de Larrey | Détails | Le statut officiel du blason reste à déterminer. |

| Blason de Lechâtelet | Blason  | D'azur à l'écusson bandé de six pièces d'or et d'azur à la bordure de gueules, l'écusson accompagné de trois ancres d'argent, à la bordure d'or crénelée de quatre pièces en chef brochant le tout. |
| Blason de Lechâtelet | Détails | Le statut officiel du blason reste à déterminer. |

| Blason de Léry | Blason  | D'or à la bande de gueules chargée de trois larmes d'argent à plomb, accompagnée en chef d'un cerf passant de sable et en pointe d'une feuille de chêne de sinople, posée en barre, le pétiole en haut. |
| Blason de Léry | Détails | Le statut officiel du blason reste à déterminer. |

| Blason de Leuglay | Blason  | Écartelé : au 1er et au 4e d'or au lion de gueules, au 2e d'azur à trois palmes aussi d'or en barre, rangées en bande, au 3e aussi d'azur à la croix d'or cantonnée en I et IV d'une étoile et en II et III d'une fleur de lys, le tout du même. |
| Blason de Leuglay | Détails | Le statut officiel du blason reste à déterminer. |

| Blason de Levernois | Blason  | D'azur à la brebis d'argent sur une terrasse de sinople, au chef d'or chargé d'une croisette de Malte de gueules accostée de deux feuilles de verne (aulne) aussi de sinople, celle de dextre en bande et celle de senestre en barre. |
| Blason de Levernois | Détails | * Il y a là non-respect de la règle de contrariété des couleurs : ces armes sont fautives (sinople sur azur). Le statut officiel du blason reste à déterminer.                                                                        |

| Blason de Liernais | Blason  | De gueules au bœuf d'argent, au chef soutenu d'une trangle du même et parti au I d'azur au faisceau de licteur d'or, lié d'argent, la hache du même, au II aussi d'azur aux deux brochets d'argent nageant l'un sur l'autre. |
| Blason de Liernais | Détails | Le statut officiel du blason reste à déterminer. |

| Blason de Lignerolles | Blason  | D'azur à la crosse abbatiale accostée de deux branches de chêne feuillées, le tout d'or. |
| Blason de Lignerolles | Détails | Le statut officiel du blason reste à déterminer.                                         |

| Blason de Longchamp | Blason  | Parti : au 1er d'or au pot ansé d'azur, au 2e d'argent au chêne de sable sur une terrasse de sinople, au chef parti au I d'azur semé de fleurs de lys d'or à la bordure componée d'argent et de gueules, au II bandé d'or et d'azur de six pièces à la bordure de gueules. |
| Blason de Longchamp | Détails | Le statut officiel du blason reste à déterminer. |

| Blason de Longeault | Blason  | Taillé : au 1er de gueules à trois maillets d'or placés en orle, au 2e d'azur au château d'argent, à la barre d'or frettée de sable brochant sur le taillé. |
| Blason de Longeault | Détails | Le statut officiel du blason reste à déterminer. |

| Blason de Longecourt-en-Plaine | Blason  | D'azur au pal de gueules* chargé de trois chevrons d'argent et accosté de deux bars d'or affrontés en pal.                                                     |
| Blason de Longecourt-en-Plaine | Détails | * Il y a là non-respect de la règle de contrariété des couleurs : ces armes sont fautives (gueules sur azur). Le statut officiel du blason reste à déterminer. |

| Blason de Longvic | Blason  | Bandé d'or et d'azur à la clef d'argent brochant en pal, à la bordure de gueules. |
| Blason de Longvic | Détails | Utilisé comme emblème sur les plaques des rues de la commune.                     |

| Blason de Louesme | Blason  | D'argent à la croix ancrée de gueules en pointe, chapé de sable. |
| Blason de Louesme | Détails | Le statut officiel du blason reste à déterminer.                 |

| Blason de Lucey | Blason  | Parti : au 1er d'argent au chêne arraché de sinople englanté de sable, au 2e de sinople aux deux épis de blé tigés et feuillés d'or, le tout posé sur une champagne ondée d'azur et sommé d'un chef d'azur chargé d'une croisette ancrée d'or, chaque montant surchargé à son extrémité d'une fleur de lys de sable à plomb. |
| Blason de Lucey | Détails | Le statut officiel du blason reste à déterminer. |

| Blason de Lux | Blason  | D'azur au lion d'or, armé et lampassé de gueules, surmonté à dextre d'une étoile d'or posée en bande et caudée en fasce d'argent. |
| Blason de Lux | Détails | Le statut officiel du blason reste à déterminer.                                                                                  |

Pas d'information pour les communes suivantes : Labergement-Foigney, Labergement-lès-Seurre, Lacanche, Lacour-d'Arcenay, Lamargelle, Lantilly, Licey-sur-Vingeanne, Longecourt-lès-Culêtre, Losne, Lucenay-le-Duc, Lusigny-sur-Ouche.
- Haut – A
- B
- C
- D
- E
- F
- G
- H
- I
- J
- K
- L
- M
- N
- O
- P
- Q
- R
- S
- T
- U
- V
- W
- X
- Y
- Z

## M
| Blason de Magny-Lambert | Blason  | Tiercé en pairle : au 1er d'azur à la mitre d'or, au 2e d'or au rasoir antique de sinople, au 3e de sinople aux pics de carrier en sautoir d'argent. |
| Blason de Magny-Lambert | Détails | Le statut officiel du blason reste à déterminer. |

| Blason de Magny-lès-Villers | Blason  | De gueules à la fasce d'or accompagnée de trois coquilles d'argent. |
| Blason de Magny-lès-Villers | Détails | Le statut officiel du blason reste à déterminer.                    |

| Blason de Magny-Montarlot | Blason  | D'azur à la fasce denchée par le bas d'argent sommée d'un lion issant d'acier armé et lampassé de gueules et soutenue de trois demi-vols contournés d'acier appointés en pairle par leur attache sur lesquelles est brochante une rose de gueules boutonnée d'argent. |
| Blason de Magny-Montarlot | Détails | Sur PanneauPocket, 2025 |

| Blason de Magny-sur-Tille | Blason  | Parti : au 1er d'azur à la fleur de lys d'or, au 2e de gueules au lion aussi d'or. |
| Blason de Magny-sur-Tille | Détails | Le statut officiel du blason reste à déterminer.                                   |

| Blason de Les Maillys | Blason  | De gueules à trois maillets d'or.                          |
| Blason de Les Maillys | Détails | Armes parlantes ( Les Maillys / maillets). Adopté en 1980. |

| Blason de Maisey-le-Duc | Blason  | D'azur à l'aigle d'or, au chef parti au I d'azur semé de fleurs de lys d'or à la bordure componée d'argent et de gueules, au II bandé d'or et d'azur de six pièces à la bordure de gueules. |
| Blason de Maisey-le-Duc | Détails | Le statut officiel du blason reste à déterminer. |

| Blason de Mâlain | Blason  | Parti : au 1er d'azur au sauvage d'or, au 2e de gueules au lion d'or, le tout sommé d'un chef d'or chargé de trois merlettes de sable. |
| Blason de Mâlain | Détails | Le statut officiel du blason reste à déterminer.                                                                                       |

| Blason de Maligny | Blason  | Vairé d'or et d'azur de quatre tires.            |
| Blason de Maligny | Détails | Le statut officiel du blason reste à déterminer. |

| Blason de Manlay | Blason  | Coupé émanché flamboyant d'or et de gueules de trois pièces, au chef de gueules chargé de trois besants d'or. |
| Blason de Manlay | Détails | Adopté le 30 juin 1979.                                                                                       |

| Blason de Marcenay | Blason  | D'azur aux deux gerbes de blé d'or soutenues d'un croissant du même. |
| Blason de Marcenay | Détails | Le statut officiel du blason reste à déterminer.                     |

| Blason de Marcheseuil | Blason  | Parti : au 1er de gueules à un dragon d'or, au 2e d'argent à un chêne coupé au naturel et englanté d'or, au chef bandé d'or et d'azur et à la bordure de gueules. |
| Blason de Marcheseuil | Détails | Le statut officiel du blason reste à déterminer. |

| Blason de Marey-lès-Fussey | Blason  | D'azur à trois fasces d'or accompagnées de trois coquilles du même rangées en chef. |
| Blason de Marey-lès-Fussey | Détails | Le statut officiel du blason reste à déterminer.                                    |

| Blason de Marigny-lès-Reullée | Blason  | De gueules à la fasce d'or chargée d'un lion léopardé de sable. |
| Blason de Marigny-lès-Reullée | Détails |                                                                 |

| Blason de Marliens | Blason  | D'argent à la fasce de gueules chargée d'un soleil non figuré d'or, accompagnée de trois trèfles de sinople. |
| Blason de Marliens | Détails | Le statut officiel du blason reste à déterminer.                                                             |

| Blason de Marsannay-la-Côte | Blason  | Fascé ondé d'or et d'azur de six pièces, au chef de sable chargé de deux cavaliers affrontés d'argent avec leur lance de tournoi. |
| Blason de Marsannay-la-Côte | Détails | Le statut officiel du blason reste à déterminer.                                                                                  |

| Blason de Marsannay-le-Bois | Blason  | Coupé ondé : au 1er d'argent à trois arbres de tanné, feuillés de sinople, posés sur une terrasse formée de quatre devises ondées de sinople, d'argent, d'azur et d'argent, au 2e de gueules à trois bandes d'argent au quadrilobe de sinople liseré d'argent brochant sur le tout, à la bordure de sinople. |
| Blason de Marsannay-le-Bois | Détails | Le statut officiel du blason reste à déterminer. |

| Blason de Massingy | Blason  | D'azur au chevron d'or accompagné en chef de deux monts de trois coupeaux d'argent et en pointe d'une grappe de raisin aussi d'argent, feuillée du même. |
| Blason de Massingy | Détails | Le statut officiel du blason reste à déterminer. |

| Blason de Mauvilly | Blason  | Écartelé : au 1er gironné d'argent et d'azur, au 2e d'or à la fasce de sable accompagnée de six coquilles du même rangées 3 en chef et 3 en pointe, au 3e aussi d'or au coq hardi de sinople accompagné de trois roses de gueules, au 4e de sable aux trois besants d'argent. |
| Blason de Mauvilly | Détails | Le statut officiel du blason reste à déterminer. |

| Blason de Mavilly-Mandelot | Blason  | D'azur à la branche de gui d'or, chapé d'or.     |
| Blason de Mavilly-Mandelot | Détails | Le statut officiel du blason reste à déterminer. |

| Blason de Maxilly-sur-Saône | Blason  | Gironné de gueules et de sinople.                |
| Blason de Maxilly-sur-Saône | Détails | Le statut officiel du blason reste à déterminer. |

| Blason de Meilly-sur-Rouvres | Blason  | D'azur au pairle d'or; sur le tout, de gueules au chêne d'or. |
| Blason de Meilly-sur-Rouvres | Détails |                                                               |

| Blason de Meloisey | Blason  | De gueules à deux clés d'or, les pannetons adossés, surmontées d'une étoile à dix rais flamboyants du même. |
| Blason de Meloisey | Détails | Le statut officiel du blason reste à déterminer.                                                            |

| Blason de Ménétreux-le-Pitois | Blason  | De gueules à trois bandes d'or, à deux bars adossés d'argent, au chef d'azur* à la croix ancrée d'or.                                                          |
| Blason de Ménétreux-le-Pitois | Détails | * Il y a là non-respect de la règle de contrariété des couleurs : ces armes sont fautives (azur sur gueules). Le statut officiel du blason reste à déterminer. |

| Blason de Merceuil | Blason  | De gueules au lion d'argent, à la fasce d'or brochant sur le tout. |
| Blason de Merceuil | Détails | Le statut officiel du blason reste à déterminer.                   |

| Blason à dessiner | Blason  | Bandé d'or et d'azur, au mont isolé du lieu [montagne de Saint-Laurent] de sinople sommé d'une église d'argent essorée de gueules, ouverte et ajourée de sable, brochant au nombril, à la bordure de gueules, au franc-canton d'hermine. |
| Blason à dessiner | Détails | Le statut officiel du blason reste à déterminer. |

| Blason de Messigny-et-Vantoux | Blason  | Coupé : au 1er d'azur au lion issant de la partition d'or, armé, lampassé et allumé de gueules, au 2e du même au donjon d'argent, à la devise ondée aussi d'argent brochant sur la partition. |
| Blason de Messigny-et-Vantoux | Détails | Le statut officiel du blason reste à déterminer. |

| Blason de Meuilley | Blason  | D'or à trois maillets de gueules.                |
| Blason de Meuilley | Détails | Le statut officiel du blason reste à déterminer. |

| Blason de Meulson | Blason  | Gironné d'argent et d'azur, à la bordure de gueules. |
| Blason de Meulson | Détails | Le statut officiel du blason reste à déterminer.     |

| Blason de Meursault | Blason  | Bandé d'or et d'azur de six pièces, à la bordure de gueules. |
| Blason de Meursault | Détails | Le statut officiel du blason reste à déterminer.             |

| Blason de Millery | Blason  | De gueules au sautoir d'argent, sur le tout, écartelé aux 1er et 4e d'azur semé de fleurs de lis d'or et à la croix estrée du même, aux 2e et 3e de gueules au lion d'argent. |
| Blason de Millery | Détails | Le statut officiel du blason reste à déterminer. |

| Blason de Minot | Blason  | Tiercé en pairle : au 1er de gueules aux deux pics de mineur d'argent passés en sautoir, au 2e d'azur au lion d'or, au 3e d'argent aux trois merlettes de sable. |
| Blason de Minot | Détails | Minot : Armes parlantes (pics de mineur). Le statut officiel du blason reste à déterminer.                                                                       |

| Blason de Mirebeau-sur-Bèze | Blason  | De sinople à la bordure crénelée d'or, à la fasce ondée d'argent brochant sur le tout, au chef de gueules chargé de trois quintefeuilles aussi d'or. |
| Blason de Mirebeau-sur-Bèze | Détails | Le statut officiel du blason reste à déterminer. |

| Blason de Moitron | Blason  | D'azur à la mitre d'argent en chef et en pointe trois feuilles de chêne d'or posées en pal et en sautoir accompagnées de deux glands aussi d'or, le tout accosté de deux crosses affrontées aussi d'or, à la fasce ondée d'argent brochante sur les crosses. |
| Blason de Moitron | Détails | Le statut officiel du blason reste à déterminer. |

| Blason de Molesme | Blason  | De gueules aux deux crosses d'or passées en sautoir, cantonnées en chef et en pointe de deux abbayes d'or de profil et aux flancs de deux mitres d'argent, à l'écusson d'azur aux trois fleurs de lys d'or. |
| Blason de Molesme | Détails | Le statut officiel du blason reste à déterminer. |

| Blason de Mont-Saint-Jean | Blason  | De gueules à trois écussons d'or.                                                        |
| Blason de Mont-Saint-Jean | Détails | Armes de la famille de Mont-Saint-Jean. Le statut officiel du blason reste à déterminer. |

| Blason de Montagny-lès-Beaune | Blason  | D'azur au soc de charrue d'or accompagné de quatre tours d'argent, ouvertes et ajourées de sable, couvertes de gueules.                                                                                                   |
| Blason de Montagny-lès-Beaune | Détails | Le soc évoque saint Isidore, laboureur, patron de Montagny, et les quatre tourelles symbolisent les quatre fiefs anciens : Montagny, la Motte-Valentin, Charodon et la seigneurie de Laborde. Adopté par la municipalité. |

| Blason de Montbard | Blason  | D'azur à deux bars adossés d'or, au chef parti au I d'azur semé de fleurs de lys d'or à la bordure componée d'argent et de gueules, au II bandé d'or et d'azur de six pièces à la bordure de gueules. |
| Blason de Montbard | Détails | Armes parlantes (jeu de mots : Montbard/bars). Le statut officiel du blason reste à déterminer. |

| Blason de Montceau-et-Écharnant | Blason  | D'azur à un moulin à vent d'or, ouvert de sable, posé sur une champagne de gueules chargée d'une croix cléchée et vidée d'argent.                              |
| Blason de Montceau-et-Écharnant | Détails | * Il y a là non-respect de la règle de contrariété des couleurs : ces armes sont fautives (gueules sur azur). Le statut officiel du blason reste à déterminer. |

| Blason de Monthelie | Blason  | Parti : au 1er de gueules à deux clés d'or en sautoir, à l'épée en pal brochant sur le tout, au 2e d'argent à la serpette de vigne de sable en pal. |
| Blason de Monthelie | Détails | Le statut officiel du blason reste à déterminer. |

| Blason de Montigny-Mornay-Villeneuve-sur-Vingeanne | Blason  | D'argent au rosier tigé et feuillé de sinople fleuri de trois pièces de gueules supporté à senestre par un lion de sable armé et lampassé aussi de gueules, le tout posé sur une champagne ondée d'azur,. |
| Blason de Montigny-Mornay-Villeneuve-sur-Vingeanne | Détails | Le statut officiel du blason reste à déterminer. |

| Blason de Montigny-sur-Aube | Blason  | Coupé : au 1er d'azur semé de fleurs de lys d'or au sautoir de gueules brochant sur le tout, au 2e de gueules à l'enclume d'argent mouvant de la pointe sommée de deux marteaux affrontés d'or, leurs manches d'argent posés en fasce. |
| Blason de Montigny-sur-Aube | Détails | Le statut officiel du blason reste à déterminer. |

| Blason de Montliot-et-Courcelles | Blason  | Écartelé : au 1er échiqueté de gueules et d'or de quatre tires, au 2e d'azur à la fasce d'or accompagnée de trois étoiles aussi d'or, au 3e aussi d'azur aux trois feuilles de chêne aussi d'or, au 4e de gueules aux trois macles d'argent. |
| Blason de Montliot-et-Courcelles | Détails | Le statut officiel du blason reste à déterminer. |

| Blason de Montmançon | Blason  | Taillé d'or au chêne de sinople et de sinople à deux haches d'argent en sautoir, à la bordure componée d'argent et de gueules. |
| Blason de Montmançon | Détails | Le statut officiel du blason reste à déterminer.                                                                               |

| Blason de Montmoyen | Blason  | De sinople à la cotice componée d'argent et de gueules de huit pièces, accompagnée en chef d'un arbre d'or fruité de gueules, en pointe d'une voûte romane d'or, à la devise ondée d'azur brochant en pointe. |
| Blason de Montmoyen | Détails | Le statut officiel du blason reste à déterminer. |

| Blason de Montoillot | Blason  | D'azur à la fasce d'or accompagnée de six merlettes du même, trois rangées en chef et trois en pointe, 2 et 1. |
| Blason de Montoillot | Détails | Le statut officiel du blason reste à déterminer.                                                               |

| Blason de Montot | Blason  | De sinople à deux briquets d'or accolés en fasce et enflammés de gueules en abîme, soutenus d'une trangle de sable, au chef parti au I d'azur semé de fleurs de lis d'or et à la bordure componée d'argent et de gueules, au II bandé d'or et d'azur de six pièces et à la bordure de gueules. |
| Blason de Montot | Détails | * Il y a là non-respect de la règle de contrariété des couleurs : ces armes sont fautives (sable sur sinople). Le statut officiel du blason reste à déterminer. |

| Blason de Morey-Saint-Denis | Blason  | D'or à deux loups courants de sable, lampassés de gueules, l'un au-dessus de l'autre, au chef de gueules chargé de trois quintefeuilles d'or. |
| Blason de Morey-Saint-Denis | Détails | Le statut officiel du blason reste à déterminer.                                                                                              |

| Blason de Mosson | Blason  | Écartelé : au 1er de gueules à trois besants d'or, au 2e d'azur au chevron d'or accompagné de trois grelots du même, au 3e d'azur au chevron d'or accompagné de trois merlettes du même, au 4e d'argent au chêne de sinople et au chef d'azur chargé de trois étoiles d'or. |
| Blason de Mosson | Détails | Le statut officiel du blason reste à déterminer. |

| Blason de Moutiers-Saint-Jean | Blason  | D'azur semé de fleurs de lys d'or. |
| Blason de Moutiers-Saint-Jean | Détails | Armes de l'abbaye Saint-Jean-de-Réome, qui portait les armes pleines de France ancien. Le statut officiel du blason reste à déterminer. |

| Blason de Mussy-la-Fosse | Blason  | De gueules à la fasce d'argent frettée d'azur, à la bordure réduite engrêlée d'or. |
| Blason de Mussy-la-Fosse | Détails | Le statut officiel du blason reste à déterminer.                                   |

Pas d'information pour les communes suivantes : Maconge, Magnien, Magny-la-Ville, Magny-lès-Aubigny, Magny-Saint-Médard, Marandeuil, Marcellois, Marcigny-sous-Thil, Marcilly-et-Dracy, Marcilly-Ogny, Marcilly-sur-Tille, Marey-sur-Tille, Marigny-le-Cahouët, Marmagne, Martrois, Massingy-lès-Semur, Massingy-lès-Vitteaux, Le Meix, Menesble, Ménessaire, Messanges, Meursanges, Mimeure, Missery, Molinot, Moloy, Molphey, Montagny-lès-Seurre, Montberthault, Montigny-Montfort, Montigny-Saint-Barthélemy, Montigny-sur-Armançon, Montlay-en-Auxois, Montmain, La Motte-Ternant, Musigny.
- Haut – A
- B
- C
- D
- E
- F
- G
- H
- I
- J
- K
- L
- M
- N
- O
- P
- Q
- R
- S
- T
- U
- V
- W
- X
- Y
- Z

## N
| Blason de Nantoux | Blason  | D'argent chaussé de gueules, à la fasce ondée d'azur brochant sur le tout, surmontée d'un loup courant de sable. |
| Blason de Nantoux | Détails | Le statut officiel du blason reste à déterminer.                                                                 |

| Blason de Neuilly-lès-Dijon | Blason  | D'azur à la croix fleuronnée, le pied fiché dans un cœur, le tout d'or, à la bordure du même chargée de huit coquilles de sable. |
| Blason de Neuilly-lès-Dijon | Détails | Le statut officiel du blason reste à déterminer.                                                                                 |

| Blason de Nicey | Blason  | De gueules au chevron d'or, au chef d'azur* chargé de trois coquilles d'argent.                                                                                |
| Blason de Nicey | Détails | * Il y a là non-respect de la règle de contrariété des couleurs : ces armes sont fautives (azur sur gueules). Le statut officiel du blason reste à déterminer. |

| Blason de Nod-sur-Seine | Blason  | Écartelé en sautoir : au 1er de gueules au monument commémoratif de la jonction du lieu d'or, au 2e d'or au pic de carrier contourné de sable penché à senestre, au 3e d'or à la feuille de chêne de sinople, au 4e de gueules à l'épi de blé d'or, à la barre ondée d'azur brochant sur la partition et en partie sur le monument de la jonction. |
| Blason de Nod-sur-Seine | Détails | Modification des couleurs adoptées en novembre 2012. |

| Blason de Noiron-sous-Gevrey | Blason  | D'azur à la fasce de gueules chargée d'une fasce ondée d'argent, au pal brochant aussi de gueules chargé d'un pal ondé aussi d'argent, le tout cantonné de quatre fleurs de lys d'or. |
| Blason de Noiron-sous-Gevrey | Détails | * Il y a là non-respect de la règle de contrariété des couleurs : ces armes sont fautives (gueules sur azur). Le statut officiel du blason reste à déterminer.                        |

| Blason de Noiron-sur-Bèze | Blason  | Vairé d'azur et d'argent de quatre tires, au pal de gueules. |
| Blason de Noiron-sur-Bèze | Détails | Le statut officiel du blason reste à déterminer.             |

| Blason de Noiron-sur-Seine | Blason  | De gueules à deux clés d'argent posées en sautoir, à l'épée d'or brochant sur les clés. |
| Blason de Noiron-sur-Seine | Détails | Le statut officiel du blason reste à déterminer.                                        |

| Blason de Nolay | Blason  | D'argent au chevron de gueules accompagné de sept merlettes de sable, ordonnées 2 et 2 en chef l'une sur l'autre et 1 et 2 en pointe. |
| Blason de Nolay | Détails | Le statut officiel du blason reste à déterminer.                                                                                      |

| Blason de Norges-la-Ville | Blason  | D'azur au chevron d'argent accompagné en chef de deux roses d'or et en pointe d'un tau de même. |
| Blason de Norges-la-Ville | Détails | Le statut officiel du blason reste à déterminer.                                                |

| Blason de Normier | Blason  | D'argent aux trois pals d'azur, à la croix de Malte de gueules brochant sur le tout. |
| Blason de Normier | Détails | Le statut officiel du blason reste à déterminer.                                     |

| Blason de Nuits-Saint-Georges | Blason  | D'azur à trois bandes d'or, au chef de gueules chargé de trois quintefeuilles aussi d'or et soutenu d'une trangle d'argent. |
| Blason de Nuits-Saint-Georges | Détails | Le statut officiel du blason reste à déterminer.                                                                            |

Pas d'information pour les communes suivantes : Nan-sous-Thil, Nesle-et-Massoult, Nogent-lès-Montbard, Noidan.
- Haut – A
- B
- C
- D
- E
- F
- G
- H
- I
- J
- K
- L
- M
- N
- O
- P
- Q
- R
- S
- T
- U
- V
- W
- X
- Y
- Z

## O
| Blason de Obtrée | Blason  | Mi-parti : au 1er de gueules aux cinq macles d'argent 3 et 2, au 2e d'azur aux cinq feuilles de chêne d'or 3 et 2. |
| Blason de Obtrée | Détails | Le statut officiel du blason reste à déterminer.                                                                   |

| Blason de Orgeux | Blason  | Coupé : au 1er d'azur aux deux épis de blé d'or tigés et feuillés du même, les tiges passées en sautoir, au 2e d'argent aux trois pals d'azur. |
| Blason de Orgeux | Détails | Le statut officiel du blason reste à déterminer.                                                                                               |

| Blason de Origny | Blason  | D'hermine à la fasce de gueules accompagnée de trois croissants du même. |
| Blason de Origny | Détails | Le statut officiel du blason reste à déterminer.                         |

| Blason de Ouges | Blason  | Écartelé : au 1er et au 4e d'azur à l'écusson d'or aux trois bandes d'azur et à la bordure de gueules, accompagné de huit fleurs de lys aussi d'or ordonnées en orle, au 2e et au 3e d'azur au coq hardi d'or, à la trangle ondée d'argent posée en fasce sur la partition. |
| Blason de Ouges | Détails | Utilisé comme emblème sur les plaques des rues de la commune. |

Pas d'information pour les communes suivantes : Oigny, Oisilly, Orain, Orret, Orville.
- Haut – A
- B
- C
- D
- E
- F
- G
- H
- I
- J
- K
- L
- M
- N
- O
- P
- Q
- R
- S
- T
- U
- V
- W
- X
- Y
- Z

## P
| Blason de Pagny-la-Ville | Blason  | Écartelé : au 1er d'azur semé de fleurs de lis d'or, à la bordure componée d'argent et de gueules, au 2e d'azur à deux bars affrontés d'argent, celui de dextre versé, au 3e bandé d'or et d'azur, à la bordure de gueules, au 4e d'argent à la plante de pomme de terre au naturel. |
| Blason de Pagny-la-Ville | Détails | Le statut officiel du blason reste à déterminer. |

| Blason de Pagny-le-Château | Blason  | D'or à l'aigle bicéphale de gueules, au chef d'azur chargé de trois chabots aussi d'or. |
| Blason de Pagny-le-Château | Détails | Le statut officiel du blason reste à déterminer.                                        |

| Blason de Painblanc | Blason  | Tiercé en pairle renversé: au 1 de sinople à deux léopards d'or l'un au-dessus de l'autre, au 2 d'or à deux clés de sable passées en sautoir, au 3 de gueules à sept épis empoignés et liés d'argent. |
| Blason de Painblanc | Détails | Créé par JF Binon. Sur site PanneauPocket 2022 |

| Blason de Panges | Blason  | Parti : au 1er coupé d'azur semé de fleurs de lys d'or à la bordure componée d'argent et de gueules, et bandé d'or et d'azur de six pièces à la bordure de gueules, au 2e d'azur à deux cloches d'argent posées en barre, surmontées de la date « 1528 » de sable. |
| Blason de Panges | Détails | * Il y a là non-respect de la règle de contrariété des couleurs : ces armes sont fautives (sable sur azur). Le statut officiel du blason reste à déterminer. |

| Blason de Pasques | Blason  | De sinople aux trois moutons d'argent.           |
| Blason de Pasques | Détails | Le statut officiel du blason reste à déterminer. |

| Blason de Pernand-Vergelesses | Blason  | Coupé : au 1er d'or à l'aigle bicéphale couronnée de sable, au 2e d'azur au lion d'or. |
| Blason de Pernand-Vergelesses | Détails | Le statut officiel du blason reste à déterminer.                                       |

| Blason de Perrigny-lès-Dijon | Blason  | Écartelé : d'argent et de gueules, au chef d'azur chargé de trois molettes de huit rais d'or. |
| Blason de Perrigny-lès-Dijon | Détails | Le statut officiel du blason reste à déterminer.                                              |

| Blason de Perrigny-sur-l'Ognon | Blason  | Tiercé en pairle renversé : au 1er de sinople à un chêne de tenné feuillé d'or, au 2e de gueules à une aigle d'or, au 3e d'argent à deux fasces ondées d'azur. |
| Blason de Perrigny-sur-l'Ognon | Détails | Le statut officiel du blason reste à déterminer. |

| Blason de Pichanges | Blason  | Parti : au 1er d'azur au village d'argent, au 2e vergeté de douze pièces de sable et d'or, au porche de pierre d'argent rempli du même et soutenu de deux épis de blé du même, posés en couronne, accosté à dextre d'une abeille au naturel, brochant en abîme et à la grappe de raisin de pourpre feuillée de sinople brochant sur le tout en pointe. |
| Blason de Pichanges | Détails | Le statut officiel du blason reste à déterminer. |

| Blason de Plombières-lès-Dijon | Blason  | D'azur aux deux lances de tournoi d'or passées en sautoir, cantonnées de quatre palombes d'argent.                 |
| Blason de Plombières-lès-Dijon | Détails | Armes parlantes (à-peu-près (jeu de mots) : Plombières = Palomb). Le statut officiel du blason reste à déterminer. |

| Blason de Pluvault | Blason  | D'or au lion couronné d'azur.                    |
| Blason de Pluvault | Détails | Le statut officiel du blason reste à déterminer. |

| Blason de Poiseul-la-Grange | Blason  | De gueules à une roue de sainte Catherine d'or amputée d'un quart en chef-senestre; au chef d'azur* à bande d'argent sur laquelle broche un puits d'or à dextre et une grange du même à senestre. |
| Blason de Poiseul-la-Grange | Détails | * Il y a là non-respect de la règle de contrariété des couleurs : ces armes sont fautives (azur sur gueules). Création J-F Binon. Présent sur le site communal 2023.                              |

| Blason de Poiseul-lès-Saulx | Blason  | De gueules au puits d'argent, au chef d'azur chargé d'une étoile d'or, à la burelle d'argent brochant sur la partition. |
| Blason de Poiseul-lès-Saulx | Détails | Le statut officiel du blason reste à déterminer.                                                                        |

| Blason de Poinçon-lès-Larrey | Blason  | D'azur au lion d'or, chapé d'or, chargé de deux feuilles de vigne de sinople. |
| Blason de Poinçon-lès-Larrey | Détails | Le statut officiel du blason reste à déterminer.                              |

| Blason de Pommard | Blason  | D'or à la croix ancrée de sable, au chef d'azur chargé de trois coquilles d'argent, à la bordure cannelée de gueules. |
| Blason de Pommard | Détails | Le statut officiel du blason reste à déterminer.                                                                      |

| Blason de Poncey-lès-Athée | Blason  | D'argent aux deux pointes ondoyantes de gueules mouvant de la pointe, accompagnées en chef de l'inscription 1467-1870 de sable. |
| Blason de Poncey-lès-Athée | Détails | Le statut officiel du blason reste à déterminer.                                                                                |

| Blason de Pont | Blason  | D'azur au pont alésé d'or, d'une seule arche, maçonné de sable, surmonté de deux épis de blé d'or, celui de dextre posé en barre et celui de senestre en bande, au pal abaissé ondé d'argent mouvant de l'arche du pont ; à la bordure componée d'argent et de gueules de quatorze pièces. |
| Blason de Pont | Détails | Armes parlantes. Le statut officiel du blason reste à déterminer. |

| Blason de Pontailler-sur-Saône | Blason  | De gueules au lion d'or.                         |
| Blason de Pontailler-sur-Saône | Détails | Le statut officiel du blason reste à déterminer. |

| Blason à dessiner | Blason  | D'or au casque d'argent, taré de trois-quarts, au tortil et lambrequins d'or et de gueules et cimé d'un héron d'argent, auquel est appendu et posé en bande un écu de gueules à deux bandes d'or, accompagné en chef d'un flanchis aiguisé de sable à dextre et d'un fer à cheval du même, percé du champ, à senestre; au chef parti: au 1er d'azur semé de fleurs de lis d'or et à la bordure componée d'argent et de gueules et au 2e bandé d'or et d'azur et à la bordures de gueules. |
| Blason à dessiner | Détails | Adopté le 8 avril 2022. |

| Blason de Pothières | Blason  | De sinople à deux clés d'argent posées en sautoir, à la crosse contournée d'or brochante. |
| Blason de Pothières | Détails | Le statut officiel du blason reste à déterminer.                                          |

| Blason de Pouillenay | Blason  | Écartelé : au 1er d'azur à trois écussons d'argent chargés chacun d'une rose de gueules, au 2e d'or à une grappe de raisin de pourpre, tigée de tenné et feuillée de sinople, au 3e d'or à deux pics de carrier de sable passés en sautoir, au 4e de sinople à une abeille d'or posée en barre. |
| Blason de Pouillenay | Détails | Le statut officiel du blason reste à déterminer. |

| Blason de Pouilly-en-Auxois | Blason  | Parti : d'or et d'azur aux deux chevrons ondés l'un à l'autre, à la bordure de gueules. |
| Blason de Pouilly-en-Auxois | Détails | Le statut officiel du blason reste à déterminer.                                        |

| Blason de Pouilly-sur-Saône | Blason  | De gueules à la fasce ondée abaissée d'argent, accompagnée d'une aigle d'or en chef, au chef parti au I d'azur semé de fleurs de lis d'or et à la bordure componée d'argent et de gueules, au II bandé d'or et d'azur de six pièces et à la bordure de gueules. |
| Blason de Pouilly-sur-Saône | Détails | Le statut officiel du blason reste à déterminer. |

| Blason de Prâlon | Blason  | De sinople à la fasce ondée d'argent surchargé d'une fasce ondée d'azur, à la crosse d'or brochant sur le tout. |
| Blason de Prâlon | Détails | Le statut officiel du blason reste à déterminer.                                                                |

| Blason de Précy-sous-Thil | Blason  | D'or à trois lionceaux de gueules armés et lampassés de sable, chaussé de sinople,. |
| Blason de Précy-sous-Thil | Détails | Le statut officiel du blason reste à déterminer.                                    |

| Blason de Premeaux-Prissey | Blason  | De gueules à deux fasces d'or accompagnées de trois quintefeuilles du même rangées en chef. |
| Blason de Premeaux-Prissey | Détails | Le statut officiel du blason reste à déterminer.                                            |

| Blason de Prenois | Blason  | D'argent au prunier arraché de sinople fruité de quatre pièces de pourpre, au chef de gueules chargé de trois quintefeuilles d'or. |
| Blason de Prenois | Détails | Prenois : Armes parlantes (prunier). Le statut officiel du blason reste à déterminer.                                              |

| Blason de Prusly-sur-Ource | Blason  | De gueules à la fasce ondée d'or accompagnée en chef de deux griffons passants et affrontés d'argent, surmontés d'une croisette d'or et en pointe de trois croissants d'argent. |
| Blason de Prusly-sur-Ource | Détails | Le statut officiel du blason reste à déterminer. |

| Blason de Puits | Blason  | Palé d'argent et d'azur, à la bande de gueules chargée de trois coquilles d'or brochant sur le tout. |
| Blason de Puits | Détails | Le statut officiel du blason reste à déterminer.                                                     |

| Blason de Puligny-Montrachet | Blason  | D'azur au chevron haussé d'or accompagné en pointe d'une grappe de raisin du même surmontée d'une couronne antique d'argent brochant sur le chevron. |
| Blason de Puligny-Montrachet | Détails | Le statut officiel du blason reste à déterminer. |

Pas d'information pour les communes suivantes : Pellerey, Planay, Pluvet, Poiseul-la-Ville-et-Laperrière, Poncey-sur-l'Ignon, Pont-et-Massène, Pouilly-sur-Vingeanne, Premières.
- Haut – A
- B
- C
- D
- E
- F
- G
- H
- I
- J
- K
- L
- M
- N
- O
- P
- Q
- R
- S
- T
- U
- V
- W
- X
- Y
- Z

## Q
| Blason de Quemigny-Poisot | Blason  | D'azur à la croix d'or cantonnée aux 1er et 4e d'une quintefeuille boutonnée et aux 2e et 3e d'un trèfle, le tout d'or. |
| Blason de Quemigny-Poisot | Détails | Le statut officiel du blason reste à déterminer.                                                                        |

| Blason de Quetigny | Blason  | D'or chapé de gueules aux trois épis de blé de l'un en l'autre. |
| Blason de Quetigny | Détails | Le statut officiel du blason reste à déterminer.                |

| Blason de Quemigny-sur-Seine | Blason  | Écartelé : au 1er et au 4e d'or au phénix de sable sur un brasier de gueules, au chef d'azur chargé de trois coquilles d'or, au 2e et au 3e d'azur au pont donjonné d'argent maçonné de sable sur torrent d'argent. |
| Blason de Quemigny-sur-Seine | Détails | Le statut officiel du blason reste à déterminer. |

| Blason de Quincey | Blason  | Fascé d'or et d'azur, au sautoir de gueules brochant. |
| Blason de Quincey | Détails | Le statut officiel du blason reste à déterminer.      |

Pas d'information pour les communes suivantes : Quincerot, Quincy-le-Vicomte.
- Haut – A
- B
- C
- D
- E
- F
- G
- H
- I
- J
- K
- L
- M
- N
- O
- P
- Q
- R
- S
- T
- U
- V
- W
- X
- Y
- Z

## R
| Blason de Recey-sur-Ource | Blason  | D'azur à la croix ancrée d'or.                   |
| Blason de Recey-sur-Ource | Détails | Le statut officiel du blason reste à déterminer. |

| Blason de Remilly-en-Montagne | Blason  | Parti : au 1er d'azur à trois fasces d'or, au 2e de gueules à la fasce vivrée d'or, au chef d'or chargé d'une trainée de cinq barillets de poudre, de sable. |
| Blason de Remilly-en-Montagne | Détails | Le statut officiel du blason reste à déterminer. |

| Blason de Remilly-sur-Tille | Blason  | De sinople à la bande ondée d'argent accompagnée en chef d'un arbre d'or et en pointe d'un bouquet de trois épis du même, mis en bande ; au chef bandé d'or et d'azur et bordé de gueules. |
| Blason de Remilly-sur-Tille | Détails | Le statut officiel du blason reste à déterminer. |

| Blason de Renève | Blason  | D'argent au cheval cabré de gueules, mantelé d'azur semé de fleurs de lys. |
| Blason de Renève | Détails | Le statut officiel du blason reste à déterminer.                           |

| Blason de Reulle-Vergy | Blason  | De gueules à trois roses d'or, au comble d'or combiné à une filière du même.                                                                     |
| Blason de Reulle-Vergy | Détails | Inspiré des armes de la famille de Vergy, qui portait : De gueules à trois quintefeuilles d'or. Le statut officiel du blason reste à déterminer. |

| Blason de La Roche-en-Brenil | Blason  | Coupé : au 1er de gueules à la double barrière d'argent passée en sautoir, au 2e d'azur à la champagne de sinople, au rocher d'argent à dextre et à l'arbre de sinople fûté d'argent à senestre, brochants. |
| Blason de La Roche-en-Brenil | Détails | * Il y a là non-respect de la règle de contrariété des couleurs : ces armes sont fautives (sinople sur azur). Le statut officiel du blason reste à déterminer.                                              |

| Blason de Rochefort-sur-Brévon | Blason  | D'azur à 12 billettes d'or 5, 4 et 3, au chef d'argent chargé d'un lion léopardé de gueules. |
| Blason de Rochefort-sur-Brévon | Détails | Non officiel : emprunt aux comtes de Rochefort.                                              |

| Blason de La Rochepot | Blason  | Parti : au 1er cinq points d'azur équipolés à quatre points d'or, au 2e d'argent au badelaire dans son fourreau de gueules, posé en bande, la pointe à senestre, la poignée, la garde et la bouterolle d'or, virolé et lié du même, appendu à la boucle d'or d'un ceinturon de gueules, formant la lettre S et percé en chef de trois trous de sable. |
| Blason de La Rochepot | Détails | Le statut officiel du blason reste à déterminer. |

| Blason de La Roche-Vanneau | Blason  | Tranché : au 1er d'or au lis des jardins d'argent, tigé et feuillé de sinople et à la volute de crosse de gueules, rangés en bande, au 2e de sinople à l'épi de blé d'or et à la cabote d'argent, ouverte et maçonnée de sable, rangés en bande, à la bande ondée d'azur chargée en chef d'une étoile d'argent à plomb, brochant sur la partition, le tout sommé d'un chef parti au I d'azur semé de fleurs de lis d'or et à la bordure componée d'argent et de gueules, au II bandé d'or et d'azur et à la bordure de gueules. |
| Blason de La Roche-Vanneau | Détails | Le statut officiel du blason reste à déterminer. |

| Blason de Rouvray | Blason  | De gueules au croissant d'argent accompagné de sept billettes du même, ordonnées en orle 3, 2 et 2. |
| Blason de Rouvray | Détails | Le statut officiel du blason reste à déterminer.                                                    |

| Blason de Rouvres-en-Plaine | Blason  | D'azur à la tour d'argent, au chef bandé d'or et d'azur de six pièces bordé de gueules. |
| Blason de Rouvres-en-Plaine | Détails | Le statut officiel du blason reste à déterminer.                                        |

| Blason de Rouvres-sous-Meilly | Blason  | Parti : au 1er d'or à un chêne d'azur englanté du champ, au 2e d'azur à une tête de bœuf coupée d'argent. |
| Blason de Rouvres-sous-Meilly | Détails | Officiel.                                                                                                 |

| Blason de Ruffey-lès-Beaune | Blason  | D'azur à la fasce haussée d'or chargée de trois tourteaux de gueules, accostée de burelles d'or, accompagnée en chef de l'inscription d'argent « RUFFEY-LES-BEAUNE », surmontée de deux pals retraits du même et en pointe d'un rencontre de cerf d'or surmonté d'une étoile renversée du même. |
| Blason de Ruffey-lès-Beaune | Détails | Le statut officiel du blason reste à déterminer. |

| Blason de Ruffey-lès-Echirey | Blason  | D'or à la fasce d'azur chargée d'une étoile d'argent, aux trois croissants de gueules. |
| Blason de Ruffey-lès-Echirey | Détails | Le statut officiel du blason reste à déterminer.                                       |

Pas d'information pour les communes suivantes : Riel-les-Eaux, Roilly, Rougemont.
- Haut – A
- B
- C
- D
- E
- F
- G
- H
- I
- J
- K
- L
- M
- N
- O
- P
- Q
- R
- S
- T
- U
- V
- W
- X
- Y
- Z

## S
| Blason à dessiner | Blason  | De gueules à cinq aiglettes essorantes d'argent, 2, 2 et 1. |
| Blason à dessiner | Détails | Le statut officiel du blason reste à déterminer.            |

| Blason à dessiner | Blason  | Écartelé : au 1er de sinople à la roue de moulin d'or sur une rivière ondée du même, au 2e de gueules au mouton arrêté d'or, au 3e de gueules à la croix hosannière d'or, au 4e de sinople à trois arbres d'or. |
| Blason à dessiner | Détails | Le statut officiel du blason reste à déterminer. |

| Blason de Saint-Apollinaire | Blason  | D'azur à la tour couverte d'or ajourée et maçonnée de sable, le toit flanqué de quatre tourelles, chargé d'une lucarne et sommé d'un lanterneau flammé, le tout couvert aussi d'or et ajouré aussi de sable, ladite tour posée sur une divise ondée abaissée d'argent. |
| Blason de Saint-Apollinaire | Détails | Le statut officiel du blason reste à déterminer. |

| Blason de Saint-Aubin | Blason  | De gueules à l'église du lieu d'argent.          |
| Blason de Saint-Aubin | Détails | Le statut officiel du blason reste à déterminer. |

| Blason de Saint-Bernard | Blason  | De sable à la bande échiquetée d'argent et de gueules, le tout chargé de deux vergettes d'or posées en pal et brochantes. |
| Blason de Saint-Bernard | Détails | Le statut officiel du blason reste à déterminer.                                                                          |

| Blason de Saint-Broing-les-Moines | Blason  | D'azur au senestrochère nu de saint Mametz posé en chevron renversé, tenant une tige de lys au naturel, le tout d'argent, au chef bandé d'or et d'azur de six pièces bordé de gueules. |
| Blason de Saint-Broing-les-Moines | Détails | Le statut officiel du blason reste à déterminer. |

| Blason à dessiner | Blason  | Parti: au 1er de sinople au pic de carrier d'argent emmanché d'or, au 2e d'argent à la fasce ondée d'azur; le tout sommé d'un chef bandé d'or et d'azur et à la bordure de gueules, ledit chef soutenu d'une divise d'argent chargée de l'inscription de sable « SAINT GERMAIN DE MODEON » et d'une filière de gueules. |
| Blason à dessiner | Détails | Le statut officiel du blason reste à déterminer. |

| Blason de Saint-Germain-le-Rocheux | Blason  | Parti : au 1er coupé, au I d'azur semé de fleurs de lys d'or à la bordure componée d'argent et de gueules, au II bandé d'or et d'azur de six pièces à la bordure de gueules, au 2e d'or à la bande componée de sable et d'or de trois pièces, au chef de gueules, à un saint Germain d'argent tenant dans sa senestre une crosse du même, brochant en pal sur le tout. |
| Blason de Saint-Germain-le-Rocheux | Détails | Le statut officiel du blason reste à déterminer. |

| Blason de Saint-Hélier | Blason  | Tiercé en pairle renversé: au 1 de sinople à une vache paissant d'argent, le pis de carnation; au 2 de gueules à un crosseron d'or; au 3 d'argent à trois fasces ondées d'azur et à une grenouille de sinople brochant sur les fasces. |
| Blason de Saint-Hélier | Détails | Sur site Internet de la commune, 2025 Auteur(s)J.-F. Binon |

| Blason de Saint-Jean-de-Bœuf | Blason  | D'azur à saint Jean-Baptiste d'argent, au chef de vair de deux tires. |
| Blason de Saint-Jean-de-Bœuf | Détails | Le statut officiel du blason reste à déterminer.                      |

| Blason de Saint-Jean-de-Losne | Blason  | De Bourgogne, à la champagne d'azur à la Légion d'honneur au naturel suspendue à un fermail de gueules. |
| Blason de Saint-Jean-de-Losne | Détails | Le statut officiel du blason reste à déterminer.                                                        |

| Blason de Saint-Julien | Blason  | De gueules à saint Julien de carnation habillé et casqué d'or, nimbé d'argent, sur un cheval du même, tenant dans sa main dextre une lance aussi d'or avec une bannière du même chargée d'une croisette aussi d'argent, le tout posé sur une plaine d'or, au chef palé d'azur et d'argent chargé d'une bande brochante du champ surchargée de trois coquilles aussi d'or. |
| Blason de Saint-Julien | Détails | Le statut officiel du blason reste à déterminer. |

| Blason de Saint-Léger-Triey | Blason  | D'argent aux deux filets ondés en fasce d'azur, au pal de sinople chargé d'une crosse d'or brochant sur le tout, au chef de gueules chargé de trois chabots aussi d'or. |
| Blason de Saint-Léger-Triey | Détails | Le statut officiel du blason reste à déterminer. |

| Blason de Saint-Marc-sur-Seine | Blason  | D'azur au pont antique alésé de trois arches d'argent, maçonné de sable, accompagné en chef de deux quintefeuilles d'or et en pointe d'une merlette aussi d'argent, au chef de gueules* chargé d'une chaîne de sept maillons d'argent mouvant des flancs. |
| Blason de Saint-Marc-sur-Seine | Détails | * Il y a là non-respect de la règle de contrariété des couleurs : ces armes sont fautives (gueules sur azur). Le statut officiel du blason reste à déterminer.                                                                                            |

| Blason de Saint-Mesmin | Blason  | D'azur à une crosse abbatiale d'argent accompagnée de trois étoiles d'or, deux en flancs et une en pointe. |
| Blason de Saint-Mesmin | Détails | Le statut officiel du blason reste à déterminer.                                                           |

| Blason de Saint-Nicolas-lès-Cîteaux | Blason  | Écartelé : au 1er d'azur semé de fleurs de lis d'or, à l'écusson bandé d'or et d'azur et à la bordure de gueules, brochant en abîme, au 2e d'or à la bande de gueules chargée de trois alérions d'argent, au 3e d'or à la branche de chêne de sinople englantée d'une pièce d'argent, au 4e d'azur au coq d'or barbé, becqué, crêté et membré de gueules. |
| Blason de Saint-Nicolas-lès-Cîteaux | Détails | Le statut officiel du blason reste à déterminer. |

| Blason de Saint-Philibert | Blason  | D'argent au pal ondé d'azur, chargé d'une canne de berger d'or, accompagné de deux croix de Malte de gueules aux cantons senestre de la pointe et dextre du chef. |
| Blason de Saint-Philibert | Détails | Le statut officiel du blason reste à déterminer. |

| Blason de Saint-Prix-lès-Arnay | Blason  | Parti : au 1er de sinople à une cordelette d'or, au 2e d'argent à un livre fermé de gueules, les pages du champ, les fermoirs et les nerfs d'or, au chef bandé d'or et d'azur et à la bordure de gueules. |
| Blason de Saint-Prix-lès-Arnay | Détails | Le statut officiel du blason reste à déterminer. |

| Blason de Saint-Rémy | Blason  | D'azur à un rencontre de cerf d'or accosté en pointe de deux bars du même, affrontés et courbés en pal. |
| Blason de Saint-Rémy | Détails | Le statut officiel du blason reste à déterminer.                                                        |

| Blason de Saint-Romain | Blason  | D'azur à la cuve d'argent à dextre et au pampre de vigne d'or à senestre, au chef bandé d'azur et d'or et à la bordure de gueules. |
| Blason de Saint-Romain | Détails | Le statut officiel du blason reste à déterminer.                                                                                   |

| Blason de Saint-Sauveur | Blason  | D'azur à l'épée d'argent à dextre et à la clé du même à senestre, accompagnées en chef d'une fleur de lis d'or. |
| Blason de Saint-Sauveur | Détails | Le statut officiel du blason reste à déterminer.                                                                |

| Blason de Saint-Seine-l'Abbaye | Blason  | D'azur au dextrochère de carnation, habillé d'une manche large d'argent, tenant une crosse contournée d'or posée en pal. |
| Blason de Saint-Seine-l'Abbaye | Détails | Le statut officiel du blason reste à déterminer.                                                                         |

| Blason de Saint-Seine-sur-Vingeanne | Blason  | De gueules aux trois jumelles d'or.              |
| Blason de Saint-Seine-sur-Vingeanne | Détails | Le statut officiel du blason reste à déterminer. |

| Blason de Saint-Usage | Blason  | Écartelé d'or et d'azur, au tourteau écartelé d'azur et d'or en abîme, accompagné dans le canton dextre d'une petite nef de gueules. |
| Blason de Saint-Usage | Détails | Le statut officiel du blason reste à déterminer.                                                                                     |

| Blason de Saint-Victor-sur-Ouche | Blason  | Coupé : au 1er de vair, au 2e de gueules à trois quintefeuilles d'or. |
| Blason de Saint-Victor-sur-Ouche | Détails | Le statut officiel du blason reste à déterminer.                      |

| Blason de Sainte-Colombe-sur-Seine | Blason  | Parti : au 1er vairé d'or et de gueules, au 2e de sinople au lion d'argent, à la terrasse du même chargée d'une roue de moulin crantelée de sable. |
| Blason de Sainte-Colombe-sur-Seine | Détails | Le statut officiel du blason reste à déterminer.                                                                                                   |

| Blason de Sainte-Marie-la-Blanche | Blason  | D'azur à la Vierge et l'Enfant Jésus d'argent nimbés d'or, posés sur un croissant du même, chapé-ployé d'hermine. |
| Blason de Sainte-Marie-la-Blanche | Détails | Le statut officiel du blason reste à déterminer.                                                                  |

| Blason de Sainte-Marie-sur-Ouche | Blason  | D'azur au pont de trois arches d'argent accompagné en pointe d'une fleur de lys d'or. |
| Blason de Sainte-Marie-sur-Ouche | Détails | Le statut officiel du blason reste à déterminer.                                      |

| Blason à dessiner | Blason  | Palé d'argent et de gueules, à la croix ancrée de sable brochant sur le tout; au chef d'or chargé de trois coquilles d'azur. |
| Blason à dessiner | Détails | Le statut officiel du blason reste à déterminer.                                                                             |

| Blason de Salmaise | Blason  | D'or à trois étoiles versées d'azur, au chef d'azur chargé d'un croissant d'or. |
| Blason de Salmaise | Détails | Le statut officiel du blason reste à déterminer.                                |

| Blason de Santenay | Blason  | D'or à la bande de gueules chargée de trois flanchis d'argent, accompagnée de deux tourteaux, un fascé ondé d'argent et d'azur en chef et un de gueules rempli d'argent chargé d'une grappe de raisin aussi de gueules en pointe. |
| Blason de Santenay | Détails | Le statut officiel du blason reste à déterminer. |

| Blason de Saulieu | Blason  | De gueules à une épée d'argent garnie d'or, accompagnée de trois fleurs de lys d'or, une en chef et deux en flancs. |
| Blason de Saulieu | Détails | Le statut officiel du blason reste à déterminer.                                                                    |

| Blason de Saulon-la-Chapelle | Blason  | De vair au franc-quartier de gueules chargé d'un lion issant contourné d'or. |
| Blason de Saulon-la-Chapelle | Détails | Le statut officiel du blason reste à déterminer.                             |

| Blason de Saulon-la-Rue | Blason  | De sinople à la fasce d'or, à la tour couverte d'argent, ouverte, ajourée et maçonnée de sable, brochant sur le tout. |
| Blason de Saulon-la-Rue | Détails | Le statut officiel du blason reste à déterminer.                                                                      |

| Blason de Savigny-le-Sec | Blason  | De gueules au soleil non figuré d'or accompagné de deux palmes d'argent, leurs tiges posées en sautoir et liées d'un ruban de sinople,. |
| Blason de Savigny-le-Sec | Détails | Le statut officiel du blason reste à déterminer.                                                                                        |

| Blason de Savigny-lès-Beaune | Blason  | De gueules à la tour d'or maçonnée de sable, à la porte fermée aussi d'or, chargée d'un écusson bandé d'or et d'azur à la bordure de gueules, accostée de deux étoiles d'argent en flancs et soutenue d'une étoile du même. |
| Blason de Savigny-lès-Beaune | Détails | Le statut officiel du blason reste à déterminer. |

| Blason de Savigny-sous-Mâlain | Blason  | D'argent à la croix de gueules, chaque branche chargée d'une rose d'or. |
| Blason de Savigny-sous-Mâlain | Détails | Le statut officiel du blason reste à déterminer.                        |

| Blason de Savoisy | Blason  | D'azur au chevron accompagné en chef de deux merlettes et en pointe de trois clés, le tout d'or. |
| Blason de Savoisy | Détails | Le statut officiel du blason reste à déterminer.                                                 |

| Blason de Savouges | Blason  | Palé d'argent et de gueules de dix pièces, à la fasce d'azur chargée d'un croissant aussi d'argent brochant sur le tout. |
| Blason de Savouges | Détails | Le statut officiel du blason reste à déterminer.                                                                         |

| Blason de Selongey | Blason  | De gueules au château de trois tours d'argent, celle du milieu crénelée de sept pièces, plus grosse et plus haute que les autres, le tout ajouré et maçonné de sable. |
| Blason de Selongey | Détails | Le statut officiel du blason reste à déterminer. |

| Blason de Semarey | Blason  | Parti : au 1er de sinople à un moine au naturel tenant dans sa dextre une Bible d'or, au 2e d'argent à une croix pattée et alésée de gueules, au chef parti au I d'azur semé de fleurs de lys d'or et à la bordure componée d'argent et de gueules et au II bandé d'or et d'azur et à la bordure de gueules. |
| Blason de Semarey | Détails | Le statut officiel du blason reste à déterminer. |

| Blason à dessiner | Blason  | Tiercé en pairle: au 1er de sinople à la statue d'un couple de boeufs en pierre, d'or, enchaînés de sable, au 2e de gueules à la croix hosannière du lieu d'argent, au 3e d'azur à la statue en bois de saint Roch d'argent. |
| Blason à dessiner | Détails | Le statut officiel du blason reste à déterminer. |

| Blason de Semur-en-Auxois | Blason  | D'azur à la tour d'argent crénelée de cinq pièces, maçonnée de sable, chargée d'un écusson bandé d'or et d'azur à la bordure de gueules. |
| Blason de Semur-en-Auxois | Détails | Le statut officiel du blason reste à déterminer.                                                                                         |

| Blason de Sennecey-lès-Dijon | Blason  | D'azur au chevron d'or accompagné en chef de deux losanges et en pointe d'une croix tréflée, le tout d'or. |
| Blason de Sennecey-lès-Dijon | Détails | Le statut officiel du blason reste à déterminer.                                                           |

| Blason de Seurre | Blason  | D'azur semé de roses d'argent, au lion couronné d'or brochant sur le tout. |
| Blason de Seurre | Détails | Le statut officiel du blason reste à déterminer.                           |

| Blason de Soirans | Blason  | D'azur au chevron d'or accompagné de trois étoiles d'argent. |
| Blason de Soirans | Détails | Le statut officiel du blason reste à déterminer.             |

| Blason de Soissons-sur-Nacey | Blason  | Coupé : au 1er mi-coupé d'azur au lion d'argent, à la bordure de gueules, au 2e d'or à la fasce ondée d'azur.                               |
| Blason de Soissons-sur-Nacey | Détails | * Il y a là non-respect de la règle de contrariété des couleurs : ces armes sont fautives. Le statut officiel du blason reste à déterminer. |

| Blason de Sombernon | Blason  | Bandé d'or et d'azur de six pièces à la bordure de gueules, au franc-quartier d'hermine. |
| Blason de Sombernon | Détails | Le statut officiel du blason reste à déterminer.                                         |

| Blason de Source-Seine | Blason  | De sinople à la jumelle ondée d'argent en bande accompagnée en chef du lavoir du lieu aussi d'argent ouvert de sable et en pointe de la statue de la nymphe de la Seine aussi d'argent. |
| Blason de Source-Seine | Détails | Le statut officiel du blason reste à déterminer. |

| Blason de Spoy | Blason  | De gueules à la fasce d'or frettée de sinople et surmontée d'une aigle d'or. |
| Blason de Spoy | Détails | Le statut officiel du blason reste à déterminer.                             |

| Blason de Sussey | Blason  | De gueules à la croix ancrée d'argent remplie de sable, à la tour couverte d'argent ouverte, ajourée et maçonnée aussi de sable brochant sur le tout. |
| Blason de Sussey | Détails | Le statut officiel du blason reste à déterminer. |

Pas d'information pour les communes suivantes : Sacquenay, Saint-Anthot, Saint-Didier, Saint-Euphrône, Saint-Germain-lès-Senailly,  Saint-Martin-de-la-Mer, Saint-Martin-du-Mont, Saint-Maurice-sur-Vingeanne, Saint-Pierre-en-Vaux, Saint-Seine-en-Bâche, Saint-Symphorien-sur-Saône, Saint-Thibault, Sainte-Colombe-en-Auxois, Sainte-Sabine, Santosse, Saulx-le-Duc, Saussey, Saussy, Savilly, Savolles, Segrois, Seigny, Semezanges, Senailly, Sincey-lès-Rouvray, Souhey, Soussey-sur-Brionne.
- Haut – A
- B
- C
- D
- E
- F
- G
- H
- I
- J
- K
- L
- M
- N
- O
- P
- Q
- R
- S
- T
- U
- V
- W
- X
- Y
- Z

## T
| Blason de Tailly | Blason  | Taillé d'or et de gueules, au pal brochant de l'un en l'autre et chargé d'une bêche de sable posée en pal, le fer en bas. |
| Blason de Tailly | Détails | Tailly : Armes parlantes (taillé). Adopté par la municipalité.                                                            |

| Blason de Talant | Blason  | Bandé d'or et d'azur de six pièces.              |
| Blason de Talant | Détails | Le statut officiel du blason reste à déterminer. |

| Blason de Talmay | Blason  | Parti : au 1er d'azur au deux trangles ondées abaissées d'argent, au donjon du château du lieu d'or ajouré de sable brochant, aux trois feuilles de chêne de sinople posées en pal et en sautoir brochant sur le tout, au 2e de gueules au lion d'or, au chef parti, au 1er d'azur semé de fleurs de lys d'or à la bordure componée d'argent et de gueules, au 2e bandé d'or et d'azur de six pièces à la bordure de gueules. |
| Blason de Talmay | Détails | Le statut officiel du blason reste à déterminer. |

| Blason de Tanay | Blason  | D'azur à deux cotices ondées et abaissées d'argent, accompagnées en chef d'une tête de cheval d'or bridée de gueules, au franc-quartier d'or chargé d'un chêne au naturel. |
| Blason de Tanay | Détails | Le statut officiel du blason reste à déterminer. |

| Blason de Tart | Blason  | Coupé ondé en forme de trois coupeaux: au 1er de gueules, au 2e de sinople chargé d'une jumelle ondée cousue d'azur, au chêne de sinople, fûté de tenné et englanté d'or brochant en coeur. |
| Blason de Tart | Détails | * Il y a là non-respect de la règle de contrariété des couleurs : ces armes sont fautives (azur sur sinople). Adopté le 20 janvier 2022.                                                    |

| Blason de Tart-l'Abbaye | Blason  | Parti : au 1er de gueules à la crosse d'or adextrée en chef d'une rose du même, au 2e d'azur à la fasce ondée de sable surchargé d'une fasce ondée d'azur, surmontée d'une roue de moulin d'argent et soutenue d'une branche de chêne au naturel, posée en barre et englantée d'or. |
| Blason de Tart-l'Abbaye | Détails | * Il y a là non-respect de la règle de contrariété des couleurs : ces armes sont fautives (sable et azur). Le statut officiel du blason reste à déterminer. |

| Blason de Tart-le-Bas | Blason  | De gueules au croissant d'or, au chef de vair.   |
| Blason de Tart-le-Bas | Détails | Le statut officiel du blason reste à déterminer. |

| Blason de Tart-le-Haut | Blason  | De gueules à la croix d'or chargée d'un arbre arraché de sinople. |
| Blason de Tart-le-Haut | Détails | Le statut officiel du blason reste à déterminer.                  |

| Blason de Tellecey | Blason  | Écartelé : au 1er de gueules à un tau d'or, au 2e d'argent à un sanglier de sable allumé et défendu du champ, au 3e d'argent à un chêne de sinople, au 4e de sinople à une gerbe de blé d'or. |
| Blason de Tellecey | Détails | Le statut officiel du blason reste à déterminer. |

| Blason de Ternant | Blason  | D'argent aux trois pals ondés d'azur, à la fasce d'or chargée de trois quintefeuilles versées de gueules brochant sur le tout. |
| Blason de Ternant | Détails | Le statut officiel du blason reste à déterminer.                                                                               |

| Blason de Terrefondrée | Blason  | Parti : au 1er vairé d'argent et de sable, au chef de même, au 2e reparti : au I de gueules à une croisette en chef à dextre et une demie en pointe à senestre mouvant de la partition, le tout d'argent, au II d'or à une cornière contournée de sable. |
| Blason de Terrefondrée | Détails | Le statut officiel du blason reste à déterminer. |

| Blason de Thoires | Blason  | Parti : au 1er de gueules aux trois fusées d'or, au 2e du même au chabot d'azur, à la terrasse d'argent chargée d'une croix ancrée de sable. |
| Blason de Thoires | Détails | Le statut officiel du blason reste à déterminer.                                                                                             |

| Blason de Thoisy-la-Berchère | Blason  | D'azur à trois glands d'or.                                                     |
| Blason de Thoisy-la-Berchère | Détails | Armes de la famille de Thoisy. Le statut officiel du blason reste à déterminer. |

| Blason de Thoisy-le-Désert | Blason  | D'azur au cœur d'argent accompagné de trois étoiles d'or. |
| Blason de Thoisy-le-Désert | Détails | Le statut officiel du blason reste à déterminer.          |

| Blason de Thorey-en-Plaine | Blason  | D'azur à trois fusées d'argent rangées en fasce, accompagnées de deux épis de blé d'or, tigés et feuillés de sinople, entre les fusées; au chef bandé d'or et d'azur et à la bordure de gueules. |
| Blason de Thorey-en-Plaine | Détails | Le statut officiel du blason reste à déterminer. |

| Blason de Thoste | Blason  | Parti : de deux coupé de deux : au 1er d'azur à la grappe de raisin d'or, au 2e d'azur à l'épée d'argent posée en barre, au 3e de gueules à trois écussons d'argent, au 4e d'azur à la navette de sinople posée en bande, au 5e d'azur à l'écusson écartelé aux I et IV d'azur semé de (à trois) fleurs de lis d'or et à la bordure componée d'argent et de gueules et aux II et III bandé d'or et d'azur à la bordure de gueules, au 6e d'azur à sept fusées d'argent ordonnées 4 et 3, au 7e de gueules à un éperon d'argent, au 8e d'azur au rencontre de taureau de sable, au 9e d'azur à la gerbe de blé d'or liée de gueules. Devise / Cri« labeur et persévérance ». |
| Blason de Thoste | Détails | Le statut officiel du blason reste à déterminer. |

| Blason de Thury | Blason  | De gueules à trois chevrons d'or.                |
| Blason de Thury | Détails | Le statut officiel du blason reste à déterminer. |

| Blason de Til-Châtel | Blason  | D'or à la clé de gueules posée en pal.           |
| Blason de Til-Châtel | Détails | Le statut officiel du blason reste à déterminer. |

| Blason de Tillenay | Blason  | D'or à la bande ondée d'azur accompagnée en chef d'une branche de tilleul de sinople et en pointe d'un vol essorant de sable. |
| Blason de Tillenay | Détails | Selon le site, la fasce ondée évoque la Saône, la branche de tilleul rappelle l'étymologie de Tillenay et le vol symbolise la gare dite d'Auxonne. et précise que ce vol est de sable alors qu'il apparait blanc (d'argent ?) sur l'image. Quant au tilleul, qui lui aussi semble d'argent - quoique qu'avec un brouillard vaguement sinople, il n'est rien précisé. Par contre les dessins des bulletins municipaux sont colorisés sans anbigüité. Présent sur le site, utilisé par la commune. |

| Blason de Touillon | Blason  | D'azur à la fasce ondée abaissée d'argent, au chef parti au I d'azur à une fleur de lys d'or et à la bordure componée d'argent et de gueules, au II bandé d'or et d'azur et à la bordure de gueules, à un évêque d'or brochant sur le tout. |
| Blason de Touillon | Détails | Le statut officiel du blason reste à déterminer. |

| Blason de Toutry | Blason  | Parti : au 1er d'azur aux trois épis de blé feuillés d'or, de taille croissante vers la pointe et rangés en fasce, au 2e d'or aux deux roues de moulin de six augets de sable, l'une sur l'autre. |
| Blason de Toutry | Détails | Le statut officiel du blason reste à déterminer. |

| Blason de Trochères | Blason  | D'azur à une épée et une clé d'argent passées en sautoir, accompagnées, en flancs, de deux fleurs de lys d'or, au pal réduit d'argent chargé d'une vergette ondée d'azur, brochant sur le tout, au chef de gueules, chargé de trois chaumières d'argent, soutenu d'une trangle de même. |
| Blason de Trochères | Détails | Le statut officiel du blason reste à déterminer. |

| Blason de Trouhans | Blason  | Coupé : au 1er d'argent à trois mouchetures d'hermine de sable, au 2e fascé de sable et d'or.                 |
| Blason de Trouhans | Détails | Armes de la famille de Crux, qui fut seigneur de la commune. Le statut officiel du blason reste à déterminer. |

| Blason de Trouhaut | Blason  | Écartelé : au 1er de gueules au loup ravissant d'argent, au 2e d'or à cinq tourteaux d'azur, au 3e d'or à la tour de sinople, ouverte, ajourée et maçonnée de sable, au 4e de gueules à deux clés d'or passées en sautoir et brochant sur une épée d'argent garnie d'or.         |
| Blason de Trouhaut | Détails | Le loup représente les villageois dont c'est le sobriquet, les tourteaux évoquent les sources, la tour le prieuré et son émail la ruralité, les clés et l'épée rappellent que Trouhaut appartenait à l'abbaye de Cluny. Création de Jacques Delferrière adoptée le 2 avril 2007. |

| Blason à dessiner | Blason  | D'or au chevreuil saillant de gueules; au chef d'azur chargé d'un lacs d'or de trois boucles, 2 et 1. |
| Blason à dessiner | Détails | Le statut officiel du blason reste à déterminer.                                                      |

Pas d'information pour les communes suivantes : Tarsul, Thenissey, Thomirey, Thorey-sous-Charny, Thorey-sur-Ouche, Tichey, Torcy-et-Pouligny, Tréclun, Trugny.
- Haut – A
- B
- C
- D
- E
- F
- G
- H
- I
- J
- K
- L
- M
- N
- O
- P
- Q
- R
- S
- T
- U
- V
- W
- X
- Y
- Z

## U
| Blason de Urcy | Blason  | D'argent à l'ours debout de sable, colleté et langué de gueules, armé du champ, tenant dans les pattes un trèfle tigé de sinople posé en bande, sur une terrasse de gueules chargée d'une burelle ondée d'argent. |
| Blason de Urcy | Détails | Conflit héraldique : l’ours est dit armé du champ alors qu’il est représenté avec des griffes noires. Urcy : Armes parlantes (ours). Le statut officiel du blason reste à déterminer.                             |

Pas d'information pour les communes suivantes : Uncey-le-Franc
- Haut – A
- B
- C
- D
- E
- F
- G
- H
- I
- J
- K
- L
- M
- N
- O
- P
- Q
- R
- S
- T
- U
- V
- W
- X
- Y
- Z

## V
| Blason de Valforêt | Blason  | D'azur à deux chaînes d'argent passées en sautoir et mouvant des angles, accompagnées à dextre d'une quintefeuille boutonnée et à senestre d'un trèfle, à une clé contournée brochante, le tout d'or. |
| Blason de Valforêt | Détails | Combinaison des armes des communes de Clémencey et Quemigny-Poisot, ayant fusionné le 1er janvier 2019 pour former Valforêt. Le statut officiel du blason reste à déterminer.                         |

| Blason de Val-Suzon | Blason  | De sinople à la burelle ondée abaissée d'argent surmontée d'un cerf passant d'or et soutenue d'un cor de chasse du même, le pavillon à senestre. |
| Blason de Val-Suzon | Détails | Le statut officiel du blason reste à déterminer.                                                                                                 |

| Blason de Vandenesse-en-Auxois | Blason  | D'or à quatre pals de gueules et un chevron d'argent brochant sur le tout, au chef aussi d'or à l'aigle de sable. |
| Blason de Vandenesse-en-Auxois | Détails | Le statut officiel du blason reste à déterminer.                                                                  |

| Blason de Vannaire | Blason  | D'azur aux trois feuilles de chêne d'or, chaussé du même. |
| Blason de Vannaire | Détails | Le statut officiel du blason reste à déterminer.          |

| Blason de Vanvey | Blason  | D'azur à la roue de moulin d'or, au chef parti : au I d'azur semé de fleurs de lys d'or et à la bordure componée d'argent et de gueules, au II bandé d'or et d'azur de six pièces et à la bordure de gueules. |
| Blason de Vanvey | Détails | Le statut officiel du blason reste à déterminer. |

| Blason de Varanges | Blason  | D'azur à trois bandes ondées d'argent, accompagnées de deux trèfles d'or. |
| Blason de Varanges | Détails | Le statut officiel du blason reste à déterminer.                          |

| Blason de Varois-et-Chaignot | Blason  | De gueules à la fasce ondée d'or soutenue d'une autre fasce d'argent, toutes deux accompagnées de trois étoiles du même rangées en pal,. |
| Blason de Varois-et-Chaignot | Détails | Le statut officiel du blason reste à déterminer.                                                                                         |

| Blason de Veilly | Blason  | D'or au tilleul au naturel posé sur une terrasse de sinople, au chef de gueules à la croix ancrée aussi d'or. |
| Blason de Veilly | Détails | Le statut officiel du blason reste à déterminer.                                                              |

| Blason de Velars-sur-Ouche | Blason  | D'or à la croix engrelée d'azur, au chef du même chargé de trois mûres de gueules*.                                                                            |
| Blason de Velars-sur-Ouche | Détails | * Il y a là non-respect de la règle de contrariété des couleurs : ces armes sont fautives (gueules sur azur). Le statut officiel du blason reste à déterminer. |

| Blason de Venarey-les-Laumes | Blason  | D'argent à trois pals flamboyant de gueules mouvant de la pointe. |
| Blason de Venarey-les-Laumes | Détails | Le statut officiel du blason reste à déterminer.                  |

| Blason de Verdonnet | Blason  | Coupé : au 1er d'azur aux deux fleurs de lys d'or, au 2e parti au I bandé d'or et d'azur de six pièces et à la bordure de gueules, au II d'azur semé de fleurs de lys d'or et à la bordure componée d'argent et de gueules, à la crosse abbatiale d'argent accompagnant les fleurs du premier et brochant sur la partition du second. |
| Blason de Verdonnet | Détails | Le statut officiel du blason reste à déterminer. |

| Blason de Veuvey-sur-Ouche | Blason  | D'azur à un poisson d'argent accompagné en chef d'une burelle ondée d'or et en pointe d'une burelle d'argent. |
| Blason de Veuvey-sur-Ouche | Détails | Le statut officiel du blason reste à déterminer.                                                              |

| Blason de Veuxhaulles-sur-Aube | Blason  | Écartelé : au 1er d'azur aux trois fleurs de lys d'or et au bâton de gueules péri en barre, au 2e de gueules au chevron d'argent, au 3e de gueules aux trois croissants d'argent, au 4e d'azur à la croisette ancrée d'argent, chaque montant surchargé à son extrémité d'une fleur de lys de gueules à plomb. |
| Blason de Veuxhaulles-sur-Aube | Détails | Le statut officiel du blason reste à déterminer. |

| Blason de Vic-des-Prés | Blason  | De sinople au chevron d'or, accompagné en pointe d'une clef du même et en chef de deux têtes de bœuf adossées d'argent. |
| Blason de Vic-des-Prés | Détails | Le statut officiel du blason reste à déterminer.                                                                        |

| Blason de Vielverge | Blason  | D'azur au lion d'argent, à la bordure de gueules. |
| Blason de Vielverge | Détails | * Il y a là non-respect de la règle de contrariété des couleurs : ces armes sont fautives (gueules sur azur). Le statut officiel du blason reste à déterminer. |

| Blason de Viévigne | Blason  | D'or au chevron renversé de sinople accompagné en chef d'une grappe de raisin de pourpre feuillée et pamprée au naturel, au chef bandé d'or et d'azur et à la bordure de gueules. |
| Blason de Viévigne | Détails | Viévigne : Armes parlantes (grappe de raisin). Création Jean-François Binon. Utilisé par la commune.                                                                              |

| Blason de Vignoles | Blason  | D'argent au cep de vigne de sinople, pampré du même, fruité de gueules, soutenu de sable.   |
| Blason de Vignoles | Détails | Vignoles : Armes parlantes (cep de vigne). Le statut officiel du blason reste à déterminer. |

| Blason de Villaines-en-Duesmois | Blason  | D'azur au château de deux tours d'argent, les tours couvertes d'or, accompagné en pointe d'une fleur de lys d'or, au chef bandé d'or et d'azur de six pièces, à la bordure de gueules. |
| Blason de Villaines-en-Duesmois | Détails | Le statut officiel du blason reste à déterminer. |

| Blason de Villebichot | Blason  | De sinople à la biche passante d'argent, au chef bandé d'or et d'azur de six pièces, à la bordure de gueules. |
| Blason de Villebichot | Détails | Villebichot : Armes parlantes (biche). Le statut officiel du blason reste à déterminer.                       |

| Blason de Villecomte | Blason  | D'azur au lion couronné d'or, à la bordure de gueules* chargée de huit besants d'argent.                                                                       |
| Blason de Villecomte | Détails | * Il y a là non-respect de la règle de contrariété des couleurs : ces armes sont fautives (azur sur gueules). Le statut officiel du blason reste à déterminer. |

| Blason de Villedieu | Blason  | D'azur à la crosse abbatiale d'or accompagnée de deux tours d'argent, à la terrasse bandée d'azur et d'or de six pièces à la bordure de gueules. |
| Blason de Villedieu | Détails | Le statut officiel du blason reste à déterminer.                                                                                                 |

| Blason de Villers-la-Faye | Blason  | D'or à la fasce de gueules. |
| Blason de Villers-la-Faye | Détails | Adopté par la municipalité. |

| Blason de Villers-Patras | Blason  | De gueules aux deux clés d'argent passées en sautoir surmontées d'une fleur de lys d'or, à la bordure aussi d'argent. |
| Blason de Villers-Patras | Détails | Le statut officiel du blason reste à déterminer.                                                                      |

| Blason de Villers-les-Pots | Blason  | D'or à la fasce de gueules chargée de trois maillets aussi d'or, accompagnée de trois pots du deuxième. |
| Blason de Villers-les-Pots | Détails | Villiers-les-Pots : Armes parlantes (pots). Le statut officiel du blason reste à déterminer.            |

| Blason de Villers-Rotin | Blason  | D'or au tilleul arraché au naturel.              |
| Blason de Villers-Rotin | Détails | Le statut officiel du blason reste à déterminer. |

| Blason de Villiers-le-Duc | Blason  | D'azur au chêne arraché englanté d'or, au chef parti au I d'azur semé de fleurs de lys d'or à la bordure componée d'argent et de gueules, au II bandé d'or et d'azur de six pièces à la bordure de gueules. |
| Blason de Villiers-le-Duc | Détails | Le statut officiel du blason reste à déterminer. |

| Blason de Villotte-sur-Ource | Blason  | D'azur à la fasce ondée d'argent, accompagnée en chef de deux coquilles d'or et en pointe d'une roue dentée aussi d'or. |
| Blason de Villotte-sur-Ource | Détails | Le statut officiel du blason reste à déterminer.                                                                        |

| Blason de Villy-en-Auxois | Blason  | De gueules au chef d'or chargé de deux étoiles de sable. |
| Blason de Villy-en-Auxois | Détails | Le statut officiel du blason reste à déterminer.         |

| Blason de Villy-le-Moutier | Blason  | D'azur à la colombe volant en pal d'argent, à la crosse d'or brochante accostée de deux palmes de sinoples posées en chevron renversé et mouvant du fût de la crosse, au chef de gueules enflammé d'or. |
| Blason de Villy-le-Moutier | Détails | Le statut officiel du blason reste à déterminer. |

| Blason de Vitteaux | Blason  | D'azur à la hache consulaire contournée d'argent, le faisceau formé de flèches renversées du même, leurs pointes émoussées de sable, et lié de gueules. |
| Blason de Vitteaux | Détails | Le statut officiel du blason reste à déterminer. |

| Blason de Vix | Blason  | Coupé : au 1er d'azur au lion d'or, au 2e d'or au pot de sinople. |
| Blason de Vix | Détails | Le statut officiel du blason reste à déterminer.                  |

| Blason de Volnay | Blason  | D'argent à Notre Dame de carnation, couronnée d'or, habillée de gueules, le manteau d'azur, portant l'enfant Jésus, de carnation, habillé de gueules, les bras étendus, au chef d'azur chargé de trois tours d'or maçonnées de sable. |
| Blason de Volnay | Détails | Le statut officiel du blason reste à déterminer. |

| Blason de Vosne-Romanée | Blason  | D'azur à un lion d'argent tenant une bannière partie au 1er d'azur semé de fleurs de lys d'or et à la bordure componée d'argent et de gueules et au 2e bandé d'or et d'azur à la bordure de gueules, à la hampe d'argent. |
| Blason de Vosne-Romanée | Détails | Le statut officiel du blason reste à déterminer. |

| Blason de Voudenay | Blason  | De sinople au chevron renversé d'argent accompagné en chef d'une feuille de chêne d'or, au chef bandé d'or et d'azur et à la bordure de gueules. |
| Blason de Voudenay | Détails | Adopté le 8 mars 2022. |

| Blason de Vougeot | Blason  | D'azur semé de fleurs de lis d'or, à l'écusson d'azur à trois bandes d'or et à la bordure de gueules, le tout enfermé dans une bordure crénelée d'or. |
| Blason de Vougeot | Détails | Le statut officiel du blason reste à déterminer. |

| Blason de Voulaines-les-Templiers | Blason  | De sable à deux chevaliers d'argent montant un cheval du même, à la champagne d'argent chargée d'un château de sable. |
| Blason de Voulaines-les-Templiers | Détails | Le statut officiel du blason reste à déterminer.                                                                      |

Pas d'information pour les communes suivantes : Vauchignon, Vaux-Saules, Velogny, Vernois-lès-Vesvres, Vernot, Véronnes, Verrey-sous-Drée, Verrey-sous-Salmaise, Vertault, Vesvres, Vianges, Vic-de-Chassenay, Vic-sous-Thil, Vieilmoulin, Vieux-Château, Villaines-les-Prévôtes, Villargoix, Villars-et-Villenotte, Villars-Fontaine, Villeberny, Villeferry, La Villeneuve-les-Convers, Villeneuve-sous-Charigny, Villey-sur-Tille, Villiers-en-Morvan, Villotte-Saint-Seine, Viserny, Vonges.